# تسوس الأسنان
تسوس الأسنان، المعروف أيضًا باسم التجاويف أو النخر، هو تآكل الأسنان نتيجة الأحماض التي تنتجها البكتيريا. يظهر التسوس بألوان مختلفة تتراوح بين الأصفر والأسود. قد تكون الأعراض مصحوبة بألم وصعوبة في الأكل، وقد تتطور إلى مضاعفات مثل التهاب الأنسجة المحيطة بالسن، وفقدان الأسنان، والعدوى، أو تكوين الخراج. يُعد تجديد الأسنان باستخدام الخلايا الجذعية مجالاً دراسيًا حديثًا يهدف إلى عكس آثار التسوس، إذ تركز الأساليب الحالية على التخفيف من الأعراض.
ينجم التسوس عن أحماض تنتجها البكتيريا التي تهاجم الأنسجة الصلبة للأسنان (المينا، والعاج، والملاط). تنتج هذه الأحماض عندما تحلل البكتيريا بقايا الطعام أو السكر الموجود على سطح الأسنان. يُعد النظام الغذائي الغني بالسكريات البسيطة عامل خطر رئيس، لأن هذه السكريات تُعتبر مصدر الطاقة الأساسي للبكتيريا. يحدث تسوس الأسنان عندما يكون تحلل المعادن الناتج عن الأحماض أكبر من إعادة التمعدن التي يوفرها اللعاب. تشمل عوامل الخطر الأخرى نقص إنتاج اللعاب، كما هو الحال في داء السكري، ومتلازمة شوغرن، واستخدام بعض الأدوية مثل مضادات الهيستامين ومضادات الاكتئاب. يرتبط تسوس الأسنان أيضًا بسوء النظافة الفموية، الفقر، وانحسار اللثة الذي يكشف جذور الأسنان.
تشمل الوقاية من التسوس تنظيف الأسنان بانتظام، واتباع نظام غذائي منخفض السكر، واستخدام الفلورايد بكميات صغيرة. يُنصح بتنظيف الأسنان مرتين يوميًا واستعمال خيط الأسنان مرة واحدة يوميًا. يمكن الحصول على الفلورايد من مصادر مثل الماء، الملح، أو معجون الأسنان. كما يمكن أن يقلل علاج تسوس أسنان الأم من خطر انتقال البكتيريا إلى أطفالها. يساعد الفحص الدوري في الكشف المبكر عن التسوس، قد تتنوع طرق العلاج بين ترميم السن أو إزالته في الحالات المتقدمة اعتمادًا على شدة التسوس. لا توجد حاليًا تقنية لإعادة نمو عدد كبير من الأسنان. غالبًا ما يكون العلاج محدودًا في الدول النامية، بينما يمكن استخدام الباراسيتامول أو الإيبوبروفين لتخفيف الألم.
يُقدر أن حوالي 3.6 مليار شخص أي 48% من سكان العالم يعانون من تسوس الأسنان الدائمة اعتبارًا من عام 2016. وفقًا لمنظمة الصحة العالمية، يُصاب جميع البالغين تقريبًا بالتسوس في مرحلة ما من حياتهم. كما يؤثر التسوس على حوالي 620 مليون طفل (9% من السكان). ارتفعت معدلات الإصابة لدى الأطفال والبالغين في السنوات الأخيرة، خاصة في العالم المتقدم نتيجة زيادة استهلاك السكر البسيط، بينما تُسجل معدلات أقل في العالم النامي. يُشتق مصطلح "تسوس الأسنان" من الكلمة اللاتينية التي تعني "التعفن".

## أصل الكلمة والاستخدام
نشأت كلمة "التسوس" من اللاتينية إلى الإنجليزية، وكانت تستخدم في الأصل بصيغة الحمع لتعني "التعفن" أو "الانحلال". وقد سجلت الكلمة لأول مرة باللغة الإنجليزية بين عامي 1625 و1635. وعند استخدامها بهذا المعنى، يأخذ الفعل التصرُّف المفرد بشكل يشابه تمامًا الفعل الذي يدل على "التسوس". لذلك، لم يكن التسوس في البداية كلمة جمع مرادفة للفتحات أو التجاويف، أي أن جمع كلمة "حفرة" أو "تجويف" لم يكن يعني "تسوس".
ومع مرور الوقت، تطور المعنى ليصبح الجمع الطبيعي للكلمة، وأصبح هذا التحول في الاستخدام شائعًا بما يكفي ليُدرج في القواميس المختلفة، ويظهر في الاستخدام الرسمي. ومع ذلك، لا يزال هناك أثر من أصول الكلمة في استخدامها، حيث تقتصر على كونها كلمة جمع غير قابلة للإفراد، لذا يُستخدم "التسوس" في صيغة الجمع دائمًا، وليس في صيغة المفرد.

## العلامات والأعراض
قد لا يدرك الشخص الذي يعاني من تسوس الأسنان وجود المشكلة. العلامة الأولى للتسوس الناشئ هي ظهور بقعة بيضاء طباشيرية على سطح السن، مما يشير إلى إزالة المعادن من مينا الأسنان. تُعرف هذه الحالة بآفة البقع البيضاء، أو آفة التسوس الناشئة، أو "التجويف المجهري". إذا استمرت الآفة في إزالة المعادن، قد تتحول إلى اللون البني ثم تتطور في النهاية إلى تسوس. تكون العملية قابلة للعكس قبل تكوّن التسوس، ولكن بمجرد أن يتشكل، لا يمكن استعادة بنية السن المفقودة. الآفة التي تظهر بلون بني داكن ولامع تشير إلى توقف عملية إزالة المعادن مع بقاء وصمة دائمة. بالمقابل، يشير التسوس النشط إلى لون أفتح ومظهر باهت.

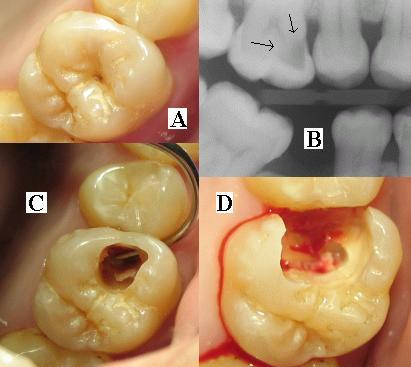
(أ) بقعة صغيرة من التسوس مرئية على سطح السن. (ب) يكشف التصوير بالأشعة السينية عن منطقة واسعة من إزالة المعادن داخل العاج (الأسهم). (ج) اكتشاف ثقب على جانب السن في بداية إزالة التسوس. (د) إزالة كل التسوس؛ جاهز للحشو.

مع تقدم التسوس وتدمير مينا الأسنان والعاج، يصبح التجويف أكثر وضوحًا. يتغير لون المناطق المصابة وتصبح ناعمة عند لمسها، وبمجرد أن يخترق التسوس مينا الأسنان، تصبح الأنابيب العاجية مكشوفة، مما يؤدي إلى ألم عابر يزداد سوءًا عند التعرض للحرارة أو البرودة أو الأطعمة والمشروبات الحلوة. في بعض الحالات، قد تنكسر الأسنان الضعيفة بسبب التسوس الداخلي الشديد تحت تأثير قوى المضغ الطبيعية. إذا تقدم التسوس بدرجة كبيرة ووصلت البكتيريا إلى أنسجة اللب داخل السن، يمكن أن يحدث ألم مستمر في الأسنان. غالبًا ما يؤدي ذلك إلى موت أنسجة اللب وحدوث العدوى، مما يسبب فقدان الحساسية للحرارة أو البرودة، مع استمرار حساسية السن الشديدة للضغط.
يمكن أن يسبب تسوس الأسنان أيضًا رائحة فم كريهة وطعمًا كريهًا. في الحالات المتقدمة جدًا، قد تنتشر العدوى إلى الأنسجة الرخوة المحيطة بالسن، مما يؤدي إلى مضاعفات خطيرة قد تهدد الحياة، مثل تخثر الجيب الكهفي أو ذبحة لودفيغ.

## الأسباب
يتطلب تسوس الأسنان أربعة عوامل أساسية: سطح السن (المينا أو العاج)، وجود البكتيريا المسببة للتسوس، وجود الكربوهيدرات القابلة للتخمر (مثل السكروز)، والزمن أو الوقت. تتضمن العملية التصاق بقايا الطعام بأسطح الأسنان وإنتاج الأحماض بواسطة البكتيريا الموجودة في اللويحة السنية. ومع ذلك، فإن توفر هذه العوامل الأربعة وحده لا يضمن حدوث التسوس، إذ يتطلب الأمر بيئة محمية تعزز نمو الأغشية الحيوية المسببة للتسوس. لا تعد عملية التسوس نتيجة حتمية، إذ يختلف تعرض الأفراد للتسوس بناءً على عوامل مثل شكل أسنانهم، وعاداتهم في نظافة الفم، وقدرة اللعاب على معادلة الأحماض. يمكن أن يحدث التسوس على أي سطح من السن يتعرض لتجويف الفم، باستثناء الأجزاء التي تبقى داخل العظم.

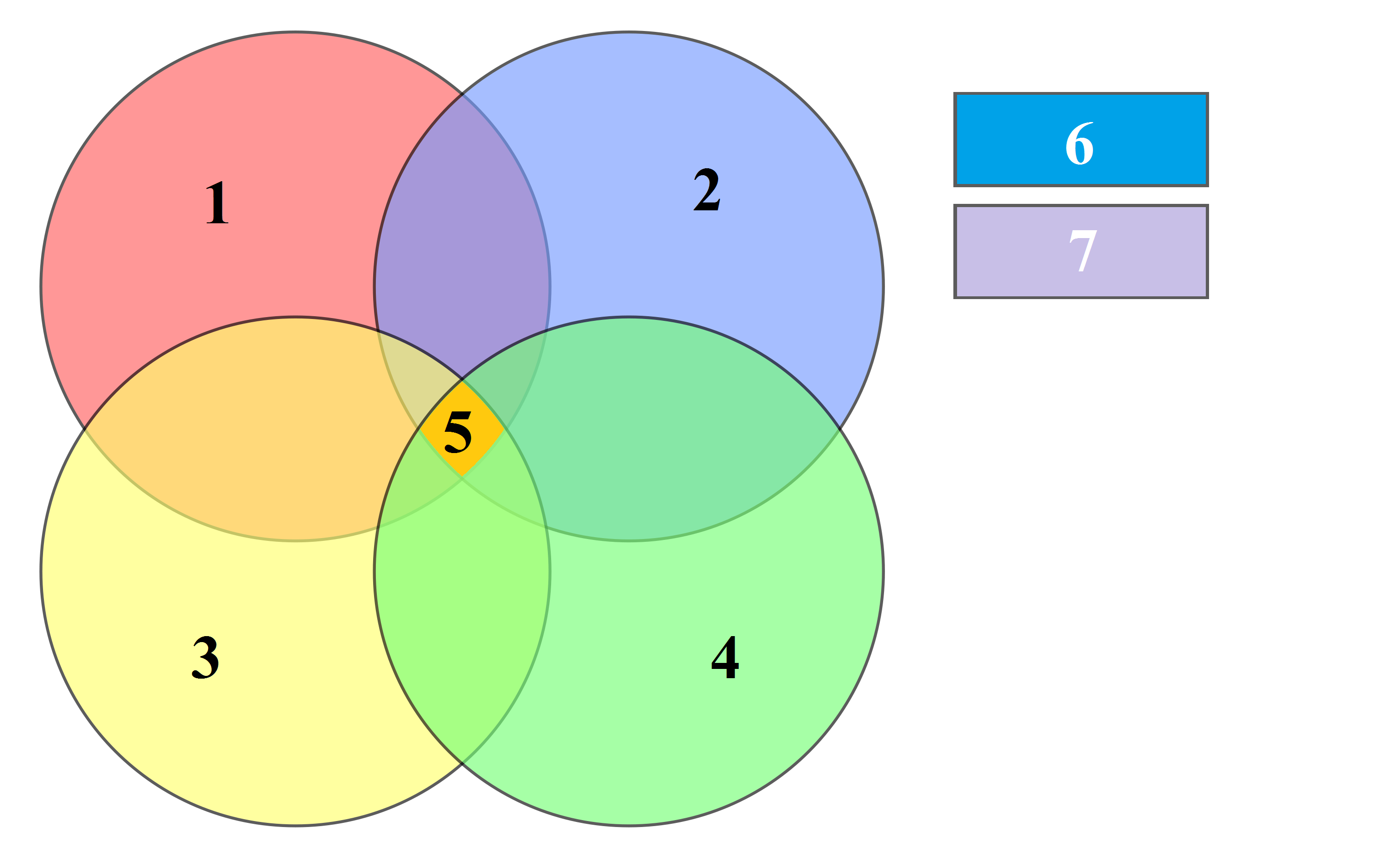
تمثيل رسومي للنظرية الحمضية للتسبب في تسوس الأسنان. أربعة عوامل، وهي الركيزة المناسبة للكربوهيدرات (1)، الكائنات الحية الدقيقة في لوحة الأسنان (2)، سطح الأسنان الحساسة (3) والوقت (4) يجب أن يكون حاضرًا مع حدوث تسوس الأسنان (5). اللعاب (6) والفلورايد (7) عوامل معدلة

يحدث تسوس الأسنان نتيجة لنمو الأغشية الحيوية (البلاك السني) على أسطح الأسنان، والتي تنضج وتصبح مسببة للتسوس. تنتج بعض أنواع البكتيريا الموجودة في هذه الأغشية الحيوية أحماضًا، وخصوصًا حمض اللاكتيك، عند تعرضها للكربوهيدرات القابلة للتخمر مثل السكروز والفركتوز والجلوكوز.
يُلاحظ أن تسوس الأسنان أكثر شيوعًا بين الأفراد في المستويات الاجتماعية والاقتصادية الأدنى، مقارنة بأولئك في المستويات الأعلى. ويُعزى ذلك إلى قلة التوعية حول العناية بالأسنان، إضافة إلى صعوبة الوصول إلى خدمات رعاية الأسنان المهنية التي قد تكون مكلفة.

### البكتيريا
تشمل البكتيريا الأكثر شيوعًا المرتبطة بتسوس الأسنان العقدية الطافرة والمكورات العقدية السُّكرية، بالإضافة إلى العصيات اللبنية. على الرغم من وجود هذه البكتيريا المسببة للتسوس في اللويحة السنية (البلاك)، فإنها تكون عادة بتركيزات منخفضة بحيث لا تسبب مشاكل إلا إذا حدث تغير في التوازن. ويكون هذا التغير مدفوعًا بعوامل بيئية محلية، مثل تناول السكر بشكل متكرر أو تنظيف الأسنان غير الكافي. إذا تُرك تسوس الأسنان دون علاج، فقد يؤدي إلى الألم، وفقدان الأسنان، وحتى العدوى.
يحتوي الفم على مجموعة واسعة من البكتيريا الفموية، لكن الأنواع التي ترتبط بشكل أساسي بتسوس الأسنان تشمل العقدية الطافرة والعصيات اللبنية. تُعد العقدية الطافرة بكتيريا موجبة الجرام، وهي قادرة على تكوين أغشية حيوية على أسطح الأسنان. تتميز هذه الكائنات بقدرتها على إنتاج مستويات عالية من حمض اللاكتيك نتيجة لتخمير السكريات الغذائية، كما أنها مقاومة للتأثيرات الضارة لانخفاض درجة الحموضة، وهي عوامل أساسية تجعلها بكتيريا مسببة للتسوس.
يُلاحظ أن ملاط السن يُفقد معادنه بسهولة أكبر من أسطح المينا، مما يسمح لمجموعة أكبر من البكتيريا بالتسبب في تسوس الجذور، بما في ذلك Lactobacillus acidophilus، وActinomyces spp.، وNocardia spp.، وStreptococcus mutans. تتجمع هذه البكتيريا حول الأسنان واللثة في كتلة لزجة بلون كريمي تُعرف بالبلاك، والتي تعمل كغشاء حيوي. بعض المواقع تكون أكثر عرضة لتراكم البلاك، خاصة المناطق ذات معدل تدفق لعاب منخفض (مثل الشقوق الضرسية). توفر الأخاديد على الأسطح الإطباقية للأضراس والضواحك، بالإضافة إلى الفراغات بين الأسنان، مواقع احتباس مثالية لبكتيريا البلاك. قد يتراكم البلاك فوق أو تحت خط اللثة، حيث يُعرف بالبلاك فوق اللثة أو تحت اللثة على التوالي.
يمكن أن تنتقل هذه السلالات البكتيرية خاصة البكتيريا العقدية الطافرة للأطفال من القائمين على رعايتهم عن طريق القبلات أو من خلال إطعامهم طعامًا مُضغ مسبقًا.

### السكريات الغذائية
تعمل البكتيريا الموجودة في فم الإنسان على تحويل الجلوكوز والفركتوز والسكروز (سكر المائدة) إلى أحماض، وخاصة حمض اللاكتيك، من خلال عملية تحلل الجلوكوز المعروفة بالتخمير. إذا تُركت هذه الأحماض على اتصال بالسن، فقد تسبب إزالة المعادن، مما يؤدي إلى إذابة محتواها المعدني. ومع ذلك، فإن هذه العملية ديناميكية، حيث يمكن أن يحدث إعادة التمعدن أيضًا إذا تم تحييد الحمض بواسطة اللعاب أو غسول الفم. قد يساعد معجون الأسنان بالفلورايد أو طلاء الأسنان في تعزيز عملية إعادة التمعدن.
إذا استمرت عملية إزالة المعادن بمرور الوقت، فقد يفقد السن محتوى معدني كافٍ بحيث تتفكك المادة العضوية اللينة المتبقية، مما يؤدي إلى تكوّن تجويف أو ثقب. يسمى التأثير الذي تحدثه هذه السكريات على تقدم تسوس الأسنان بالتسوس. وعلى الرغم من أن السكروز يتكون من وحدتي جلوكوز وفركتوز مرتبطتين، إلا أنه في الواقع أكثر تأثيرًا في التسبب بالتسوس من خليط مكون من أجزاء متساوية من الجلوكوز والفركتوز. ويرجع هذا إلى استخدام البكتيريا للطاقة من خلال الرابطة السكرية بين وحدات الجلوكوز والفركتوز.
تلتصق بالبكتيريا العقدية الطافرة بالغشاء الحيوي على السن عن طريق تحويل السكروز إلى مادة شديدة الالتصاق تُسمى بوليساكاريد دكسترين بواسطة إنزيم دكسترين سوكراناز.

### التعرض

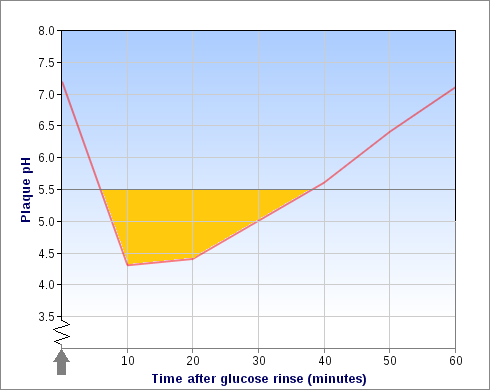
"منحنى ستيفان"، يظهر انخفاضًا مفاجئًا في درجة الحموضة في البلاك بعد شطف الجلوكوز، والذي يعود إلى طبيعته بعد 30-60 دقيقة. يحدث التنقيع الصافي للأنسجة الصلبة للأسنان تحت درجة الحموضة الحرجة (5.5)، كما هو موضح باللون الأصفر.

يؤدي تكرار تعرض الأسنان لبيئات حمضية على احتمالية تطور التسوس. تعمل البكتيريا الموجودة في الفم بعد تناول الوجبات أو الوجبات الخفيفة على استقلاب السكر، مما ينتج عنه منتج ثانوي حمضي يؤدي إلى انخفاض درجة الحموضة في الفم. مع مرور الوقت، تعود درجة الحموضة إلى وضعها الطبيعي بفضل قدرة اللعاب على التخزين المؤقت ومحتوى المعادن المذابة في أسطح الأسنان. أثناء كل تعرض للبيئة الحمضية، تذوب أجزاء من المحتوى المعدني غير العضوي على سطح الأسنان، ويمكن أن تظل هذه المعادن مذابة لمدة ساعتين. نظرًا لأن الأسنان تكون أكثر عرضة للتسوس خلال هذه الفترات الحمضية، فإن تطور التسوس يعتمد بشكل كبير على تكرار التعرض لهذه البيئات الحمضية.
قد تبدأ عملية التسوس في غضون أيام من بزوغ الأسنان في الفم إذا كان النظام الغذائي غنيًا بما يكفي بالكربوهيدرات القابلة للتخمر. تشير الأدلة إلى أن إدخال علاجات الفلورايد قد يبطأ هذه العملية. عادةً ما يستغرق تسوس الأسنان القريب حوالي أربع سنوات ليخترق مينا الأسنان الدائمة. نظرًا لأن طبقة الملاط التي تغلف سطح الجذر ليست متينة مثل مينا الأسنان التي تغلف التاج، فإن تسوس الجذور يميل إلى التطور بسرعة أكبر بكثير من التسوس على الأسطح الأخرى. إن فقدان التمعدن وتطور التسوس على سطح الجذر أسرع بمقدار 2.5 مرة من تسوس مينا الأسنان. في الحالات الشديدة للغاية، حيث تكون نظافة الفم ضعيفة والنظام الغذائي غنيًا بالكربوهيدرات القابلة للتخمر، قد يتسبب التسوس في تدمير الأسنان في غضون أشهر من بزوغها. يحدث ذلك، على سبيل المثال، عندما يشرب الأطفال بانتظام المشروبات السكرية من زجاجات الأطفال.

### الأسنان
هناك بعض الأمراض والاضطرابات التي تصيب الأسنان والتي قد تتسبب في زيادة خطر تعرض الفرد للتسوس.

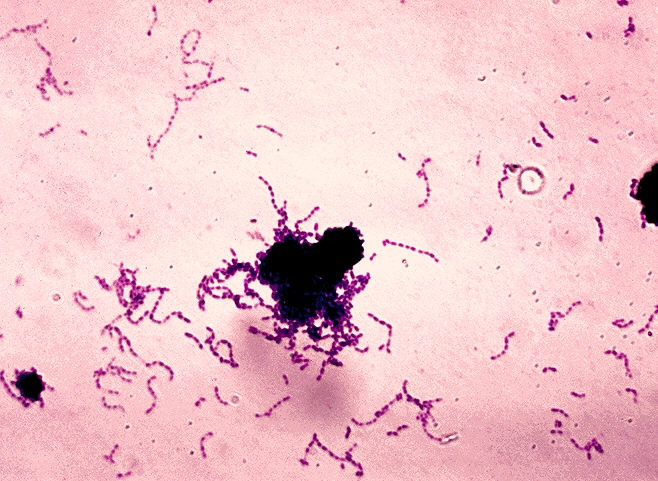
صورة لصمة غرام العقدية mutans.

قصور تمعدن القواطع المولي، والذي يبدو شائعًا بشكل متزايد. في حين أن السبب غير معروف، يُعتقد أنه مزيج من العوامل الوراثية والبيئية. تشمل العوامل المساهمة المحتملة التي تم التحقيق فيها عوامل نظامية مثل مستويات عالية من الديوكسين أو ثنائي الفينيل متعدد الكلور (PCB) في حليب الأم، والولادة المبكرة وحرمان الأكسجين عند الولادة، واضطرابات معينة خلال السنوات الثلاث الأولى من عمر الطفل مثل النكاف، الدفتيريا، الحمى القرمزية، الحصبة، قصور الدرقية، سوء التغذية، سوء امتصاص الدم، نقص فيتامين د، أمراض الجهاز التنفسي المزمنة، أو مرض الاضطرابات الهضمية غير المشخص وغير المعالج، والذي عادة ما يظهر مع أعراض معوية معوية أو غائبة.
نشوء الأملاح الناقص، والذي يحدث بين 1 في 718 و 1 من بين 14000 فرد، هو مرض لا يتشكل فيه المينا بشكل كامل أو يتشكل بكميات غير كافية ويمكن أن يسقط عن الأسنان. في كلتا الحالتين، قد تترك الأسنان أكثر عرضة للتسوس لأن المينا غير قادرة على حماية السن.
في معظم الناس، لا تعد الاضطرابات أو الأمراض التي تصيب الأسنان هي السبب الرئيسي لتسوس الأسنان. حوالي 96% من مينا الأسنان يتكون من المعادن. سوف تصبح هذه المعادن، وخاصة هيدروكسيباتيت، قابلة للذوبان عندما تتعرض لبيئات حمضية. يبدأ المينا في إزالة المعادن عند درجة الحموضة 5.5. يعتبر الدينتين والاسمنت أكثر عرضة للتسوس من المينا لأنهما يحتويان على نسبة أقل من المعادن. وبالتالي، عندما تتعرض سطوح جذور الأسنان لكساد اللثة أو أمراض اللثة، يمكن أن تتطور التسوس بسهولة أكبر. حتى في البيئة الصحية عن طريق الفم، تكون السن عرضة لتسوس الأسنان.
الأدلة على ربط سوء الإطباق و / أو الازدحام بنخر الأسنان؛ ومع ذلك، فإن تشريح الأسنان قد يؤثر على احتمال تكوين تسوس الأسنان. عندما تكون أخاديد الأسنان التطورية العميقة أكثر عددًا ومبالغًا فيها، فمن الأرجح أن تتطور تسوسات الحفرة والشق (انظر القسم التالي). أيضا، من المرجح أن تتطور التسوس عندما يحبس الطعام بين الأسنان.

### عوامل أخرى
يرتبط انخفاض معدل تدفق اللعاب بزيادة تسوس الأسنان لأن قدرة التخزين المؤقت للعاب غير موجودة لموازنة البيئة الحمضية الناتجة عن بعض الأطعمة. نتيجة لذلك، من المرجح أن تؤدي الحالات الطبية التي تقلل من كمية اللعاب التي تنتجها الغدد اللعابية، وخاصة الغدة تحت الفك والغدة النكفية، إلى جفاف الفم وبالتالي إلى تسوس الأسنان على نطاق واسع. ومن الأمثلة على ذلك متلازمة سجوجرن، ومرض السكري، ومرض السكري الكاذب، والساركويد. يمكن للأدوية، مثل مضادات الهيستامين ومضادات الاكتئاب، أن تضعف أيضًا تدفق اللعاب. المنشطات، وأهمها الميثيل الأمفيتامين، تسد أيضًا تدفق اللعاب إلى درجة قصوى. هذا هو المعروف باسم ميث الفم. Tetrahydrocannabinol (THC)، وهي مادة كيميائية نشطة في القنب، تسبب أيضًا في انسداد شبه كامل للعاب اللعاب، والمعروف باسم العامية باسم «فم القطن». علاوة على ذلك، فإن 63% من الأدوية الأكثر شيوعًا في الولايات المتحدة تسرد الفم الجاف كتأثير جانبي معروف. قد يؤدي العلاج الإشعاعي للرأس والرقبة أيضًا إلى تلف الخلايا الموجودة في الغدد اللعابية، مما يزيد إلى حد ما من احتمال تكوين تسوس الأسنان.
يمكن أن تكون القابلية للتسوس مرتبطةً بتغيير الأيض في السن، وخاصةً لتدفق السوائل في العاج. أظهرت التجارب التي أجريت على الفئران أن اتباع نظام غذائي عالي الكاروزين يحتوي على نسبة عالية من السكروز «يثبط بشكل كبير معدل حركة السائل» في العاج.
استخدام التبغ قد يزيد أيضًا من خطر تكوين التسوس. تحتوي بعض ماركات التبغ الذي لا يدخن على نسبة عالية من السكر، مما يزيد من التعرض للتسوس. يعد استخدام التبغ أحد عوامل الخطر المهمة لمرض اللثة، والذي قد يتسبب في انحسار اللثة. عندما تفقد اللثة التعلق بالأسنان بسبب ركود اللثة، يصبح سطح الجذر أكثر وضوحًا في الفم. إذا حدث ذلك، فإن تسوس الجذور هو مصدر قلق لأن الاسمنت الذي يغطي جذور الأسنان يكون سهل التحلل من الأحماض أكثر من المينا. في الوقت الحالي، لا توجد أدلة كافية لدعم العلاقة السببية بين التدخين وتسوس الأكليلية، ولكن الأدلة تشير إلى وجود علاقة بين التدخين وتسوس جذر السطح. يرتبط تعرض الأطفال لدخان التبغ غير المباشر بتسوس الأسنان.
التعرض للرصاص والولدان يؤدي إلى تسوس الأسنان. إلى جانب الرصاص، فإن جميع الذرات ذات الشحنة الكهربائية ونصف القطر الأيوني مماثلة للكالسيوم ثنائي التكافؤ، مثل الكادميوم، تحاكي أيون الكالسيوم، وبالتالي التعرض لها قد يعزز تسوس الأسنان.
الفقر هو أيضا أحد المحددات الاجتماعية الهامة لصحة الفم. تم ربط تسوس الأسنان بانخفاض الوضع الاجتماعي والاقتصادي ويمكن اعتباره مرض الفقر.
النماذج متوفرة لتقييم مخاطر تسوس الأسنان عند علاج حالات الأسنان؛ هذا النظام باستخدام تسوس القائم على الأدلة من خلال تقييم المخاطر (CAMBRA). لا يزال من غير المعروف ما إذا كان تحديد الأفراد المعرضين لمخاطر عالية يمكن أن يؤدي إلى إدارة أكثر فعالية للمرضى على المدى الطويل تمنع بدء تسوس الأسنان واعتقال أو عكس تطور الآفات.
يحتوي اللعاب أيضًا على اليود و EGF. نتائج EGF فعالة في الانتشار الخلوي، والتمايز والبقاء على قيد الحياة. يلعب اللعاب EGF، الذي يبدو أنه ينظمه أيضًا اليود غير العضوي الغذائي، دورًا فسيولوجيًا مهمًا في الحفاظ على سلامة الأنسجة عن طريق الفم (و المريء المعدي المريئي)، ومن ناحية أخرى، فإن اليود فعال في الوقاية من تسوس الأسنان وصحة الفم.

### عوامل الخطر
تشمل عوامل الخطر الحالات التي تؤدي إلى انخفاض إفراز اللعاب مثل: داء السكري ومتلازمة سجوجرن وبعض الأدوية. الأدوية التي تقلل من إنتاج اللعاب تشمل مضادات الهيستامين ومضادات الاكتئاب.

## الفيزيولوجيا المرضية
يتم غسل الأسنان في اللعاب ولها طلاء من البكتيريا عليها (بيوفيلم) التي تتشكل باستمرار. المعادن في الأنسجة الصلبة للأسنان (المينا، العاج والملاط) تشهد باستمرار عمليات التنقية و remineralisation. تسوس الأسنان ينتج عندما يكون معدل إزالة المعادن أسرع من إعادة التمعدن ويكون هناك خسارة معدنية صافية. يحدث هذا عندما يكون هناك تحول بيئي داخل الأغشية الحيوية للأسنان، من مجتمع متوازن من الكائنات الحية الدقيقة إلى مجتمع ينتج أحماضًا ويمكن أن يعيش في بيئة حمضية.

### مينا
المينا هو نسيج خلوي شديد التمعدن، ويعمل على تسوسه من خلال عملية كيميائية ناشئة عن البيئة الحمضية التي تنتجها البكتيريا. نظرًا لأن البكتيريا تستهلك السكر وتستخدمه في إنتاج الطاقة الخاصة بها، فإنها تنتج حمض اللبنيك. تشمل آثار هذه العملية إزالة المعادن من البلورات في المينا، والتي تسببها الأحماض، بمرور الوقت حتى تخترق البكتيريا جسديا العاج. تعمل قضبان المينا، وهي الوحدة الأساسية لهيكل المينا، عموديًا من سطح السن إلى العاج. نظرًا لأن تنقيع المينا بواسطة التسوس، عمومًا، يتبع اتجاه قضبان المينا، تتطور الأنماط الثلاثية المختلفة بين الحفرة والشق وتسوس الأسنان الناعم في المينا لأن اتجاه قضبان المينا يختلف في منطقتين السن.
بينما يفقد المينا المعادن، ويتقدم تسوس الأسنان، يطور المينا عدة مناطق مميزة، مرئية تحت المجهر الضوئي. من أعمق طبقة من المينا إلى سطح المينا، المناطق المحددة هي: المنطقة الشفافة، المناطق المظلمة، جسم الآفة، والمنطقة السطحية. المنطقة الشفافة هي أول علامة واضحة للتسوس وتتزامن مع خسارة من واحد إلى اثنين في المئة من المعادن. تحدث إعادة تمعدن طفيفة للمينا في المنطقة المظلمة، والتي تعد مثالاً على كيفية تطور تسوس الأسنان عملية نشطة مع تغييرات متغيرة. منطقة أعظم إزالة المعادن والتدمير في جسم الآفة نفسها. تبقى المنطقة السطحية متمعدنة نسبيًا وموجودة حتى يؤدي فقدان بنية السن إلى التجويف.

### الأسنان
على عكس المينا، يتفاعل العاج مع تطور تسوس الأسنان. بعد تكوين الأسنان، يتم تدمير الأميلوبلاست، التي تنتج المينا، بمجرد اكتمال تكوين المينا وبالتالي لا يمكن تجديد المينا لاحقًا بعد تدميره. من ناحية أخرى، يتم إنتاج العاج بشكل مستمر طوال الحياة عن طريق الأورام السنية، التي تقع على الحدود بين اللب وال العاج. نظرًا لوجود خلايا سنية، يمكن أن يؤدي الحافز، مثل تسوس الأسنان، إلى استجابة بيولوجية. وتشمل آليات الدفاع هذه تشكيل العاج والصلب الثلاثي.
في العاج من الطبقة العميقة إلى المينا، المناطق المتميزة المتأثرة بالتسوس هي الجبهة المتقدمة، ومنطقة الاختراق البكتيري، ومنطقة التدمير. تمثل الجبهة المتقدمة منطقة من العاج المعدني بسبب الحمض وليس لديها بكتيريا موجودة. مناطق اختراق البكتيريا وتدميرها هي مواقع غزو البكتيريا وفي نهاية المطاف تحلل العاج. تحتوي منطقة التدمير على عدد أكبر من البكتيريا المختلطة حيث دمرت الإنزيمات المحللة للبروتين المصفوفة العضوية. تعرض تسوس الأسنان العاجي للهجوم بشكل عكسي لأن مصفوفة الكولاجين غير متضررة بشدة، مما يمنحها إمكانية الإصلاح. المنطقة الخارجية الأكثر سطحية مصابة بدرجة عالية من التحلل البروتيني لمصفوفة الكولاجين ونتيجة لذلك يتم إزالة معدن العاج بشكل لا رجعة فيه. [بحاجة لمصدر]

انتشار أسرع من التسوس من خلال عاج يخلق هذا المظهر الثلاثي في تسوس سطح أملس.

#### علاج صلب
هيكل العاج هو ترتيب للقنوات المجهرية، يسمى الأنابيب العاجية، والتي تشع في الخارج من غرفة اللب إلى الحدود الخارجية أو المينا الخارجية. قطر الأنابيب المعوية أكبر بالقرب من اللب (حوالي 2.5   ميكرون) وأصغر (حوالي 900   نانومتر) عند تقاطع العاج والمينا. تستمر عملية التسوس من خلال الأنابيب السنية، المسؤولة عن الأنماط المثلثية الناتجة عن تطور تسوس الأسنان في عمق السن. تسمح الأنابيب أيضًا بتقدم تسوس الأسنان بشكل أسرع.
استجابة لذلك، يجلب السائل الموجود داخل الأنابيب الأنابيب الغلوبيولين المناعي من جهاز المناعة لمكافحة العدوى البكتيرية. في الوقت نفسه، هناك زيادة في تمعدن الأنابيب المحيطة. وهذا يؤدي إلى انقباض الأنابيب، وهو محاولة لإبطاء تقدم البكتيريا. بالإضافة إلى ذلك، بما أن حامض البكتيريا يزيل بلورات هيدروكسيباتيت، يتم إطلاق الكالسيوم والفوسفور، مما يسمح لهطول مزيد من البلورات التي تسقط في أعمق الأنبوبة السنية. هذه البلورات تشكل حاجزا وتبطئ تقدم التسوس. بعد هذه الاستجابات الوقائية، يعتبر عاج الأسنان متصلبًا.
وفقًا لنظرية الهيدروديناميكية، يُعتقد أن السوائل داخل الأنابيب السنية هي الآلية التي يتم من خلالها تنشيط مستقبلات الألم داخل لب السن. نظرًا لأن العاج المتصلب يمنع مرور هذه السوائل، فإن الألم الذي قد يكون بمثابة تحذير من البكتيريا الغازية قد لا يتطور في البداية. نتيجة لذلك، قد تتطور تسوس الأسنان لفترة طويلة دون أي حساسية للأسنان، مما يسمح بفقدان أكبر لهيكل الأسنان. [بحاجة لمصدر]

#### العاج الثلاثي
ردا على تسوس الأسنان، قد يكون هناك إنتاج المزيد من العاج نحو اتجاه اللب. يشار إلى هذا العاج الجديد باسم عاج الأسنان العالي. يتم إنتاج العاج الثلاثي لحماية اللب لأطول فترة ممكنة من البكتيريا المتقدمة. مع زيادة إنتاج العاج الثلاثي، يتناقص حجم اللب. تم تقسيم هذا النوع من العاج وفقًا لوجود أو عدم وجود الخلايا السنية الأصلية. إذا بقيت الأرومات السنية لفترة طويلة بما يكفي لتتفاعل مع تسوس الأسنان، فعندئذ يتم تسمية العاج الناتج باسم العاج الرجعي. إذا تم قتل الخلايا السنية، فإن العاج الذي يتم إنتاجه يسمى العاج «التعويضي».
في حالة العاج التعويضي، هناك حاجة إلى خلايا أخرى لتولي دور الخلايا السنية المدمرة. يُعتقد أن عوامل النمو، وخصوصًا TGF-، تبدأ في إنتاج العاج العاجي عن طريق الخلايا الليفية والخلايا الوسيطة في اللب. يتم إنتاج العاج الإصلاحي بمعدل 1.5   μm / يوم، ولكن يمكن زيادتها إلى 3.5   ميكرون / يوم. يحتوي العاج الناتج على أنابيب عاجية على شكل غير منتظم قد لا تصطف مع الأنابيب الموجودة في الأسنان. هذا يقلل من قدرة تسوس الأسنان على التقدم داخل الأنابيب السنية.

### ملاط
تزداد نسبة حدوث تسوس الإسمنت في البالغين الأكبر سنا حيث يحدث ركود اللثة إما بسبب الصدمة أو أمراض اللثة. بل هو حالة مزمنة الذي يشكل كبير، وآفة الضحلة وببطء يغزو أولا الجذر الملاط ثم عاج أن يسبب عدوى مزمنة من اللب (انظر مزيد من المناقشة تحت تصنيف من الأنسجة الصلبة المتضررة). نظرًا لأن ألم الأسنان هو أحد النتائج المتأخرة، فإن العديد من الآفات لا يتم اكتشافها مبكرًا، مما يؤدي إلى حدوث تحديات تصالحية وزيادة فقدان الأسنان.

## التشخيص

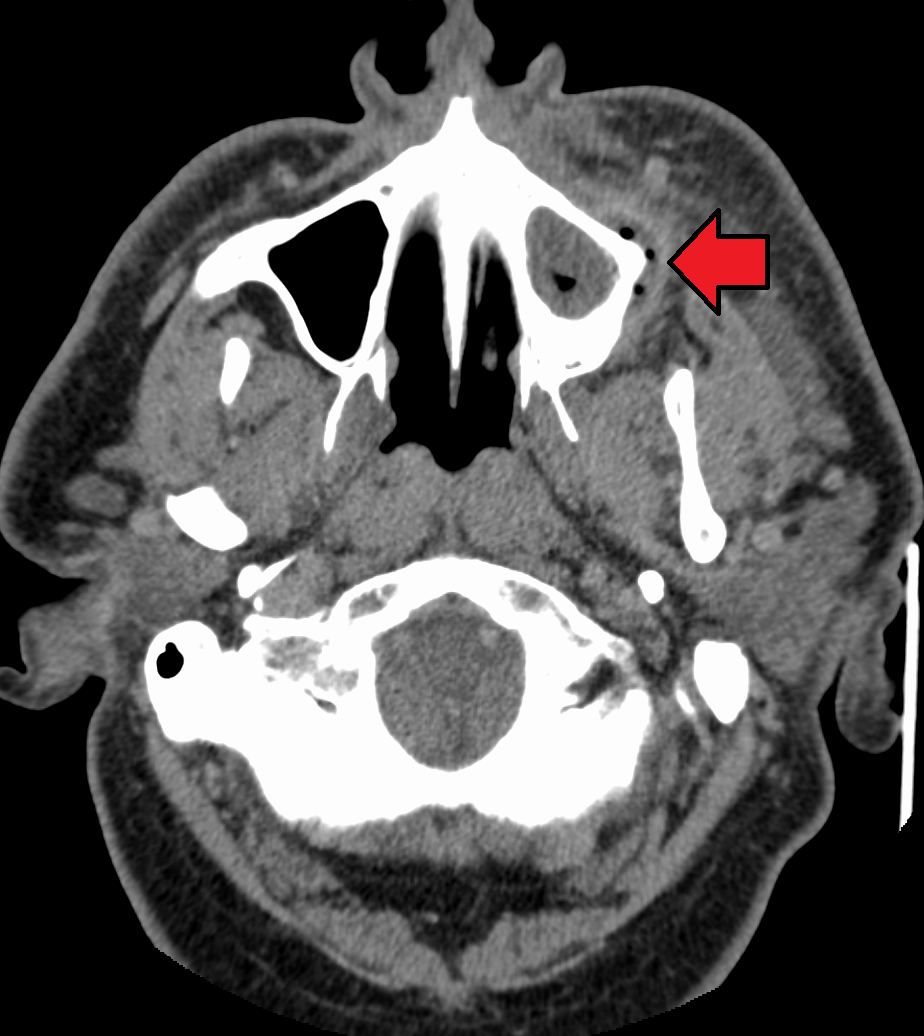
التهاب الأسنان الناتج عن خراج والتهاب الجيوب الأنفية الفكية

عرض تسوس الأسنان متغير بدرجة كبيرة. ومع ذلك، فإن عوامل الخطر ومراحل التنمية متشابهة. في البداية، قد تظهر كمنطقة طباشيري صغيرة (تسوس الأسنان الملساء)، والتي قد تتطور في نهاية المطاف إلى تجويف كبير. في بعض الأحيان قد تكون تسوس مرئية مباشرة. ومع ذلك، يتم استخدام طرق أخرى للكشف مثل الأشعة السينية للمناطق الأقل وضوحًا في الأسنان وللحكم على مدى التدمير. يسمح الليزر للكشف عن تسوس الأسنان بالكشف دون أي إشعاعات مؤينة ويستخدم الآن للكشف عن التحلل المتداخل (بين الأسنان). تستخدم حلول الكشف أيضًا أثناء ترميم الأسنان لتقليل فرصة التكرار. [بحاجة لمصدر]
يتضمن التشخيص الأولي فحص جميع أسطح الأسنان المرئية باستخدام مصدر إضاءة جيد ومرآة أسنان ومستكشف. قد تُظهر صور الأشعة السينية (الأسنان بالأشعة السينية) تسوس الأسنان قبل ظهورها بطريقة أخرى، وخاصة تسوس الأسنان. غالبًا ما تكون المساحات الكبيرة من تسوس الأسنان واضحة للعين المجردة، ولكن يصعب تحديد الآفات الأصغر. يتم استخدام الفحص البصري واللمسي إلى جانب الصور الشعاعية بشكل متكرر بين أطباء الأسنان، لا سيما لتشخيص تسوس الحفرة والتشقق. غالبًا ما يتم تشخيص تسوس الأسنان المبكّر غير المموَّه عن طريق نفخ الهواء عبر السطح المشتبه فيه، مما يزيل الرطوبة ويغير الخصائص البصرية للمينا غير المعدنية.
حذر بعض الباحثين في طب الأسنان من استخدام مستكشفي الأسنان للعثور على التسوس، ولا سيما المستكشفون ذوو النهايات الحادة. في الحالات التي بدأت فيها مساحة صغيرة من الأسنان في إزالة المعادن ولكن لم يتم تحفيزها بعد، فإن ضغط المستكشف السني قد يتسبب في حدوث تجويف. نظرًا لأن عملية التسوس تكون قابلة للانعكاس قبل ظهور التجويف، فقد يكون من الممكن إيقاف تسوس الأسنان بالفلورايد وإعادة تعدين سطح السن. عند وجود تجويف، ستكون هناك حاجة إلى ترميم ليحل محل بنية الأسنان المفقودة.

في بعض الأحيان، قد يصعب اكتشاف تسوس الحفرة والشق. يمكن أن تخترق البكتيريا المينا للوصول إلى العاج، ولكن بعد ذلك قد يعاد تمعدن السطح الخارجي، خاصة إذا كان الفلورايد موجودا. ستظل هذه التسوسات، التي يشار إليها أحيانًا باسم «تسوس مخفي»، مرئية على الصور الشعاعية للأشعة السينية، ولكن الفحص البصري للأسنان سيظهر أن المينا سليم أو مثقوب إلى الحد الأدنى.

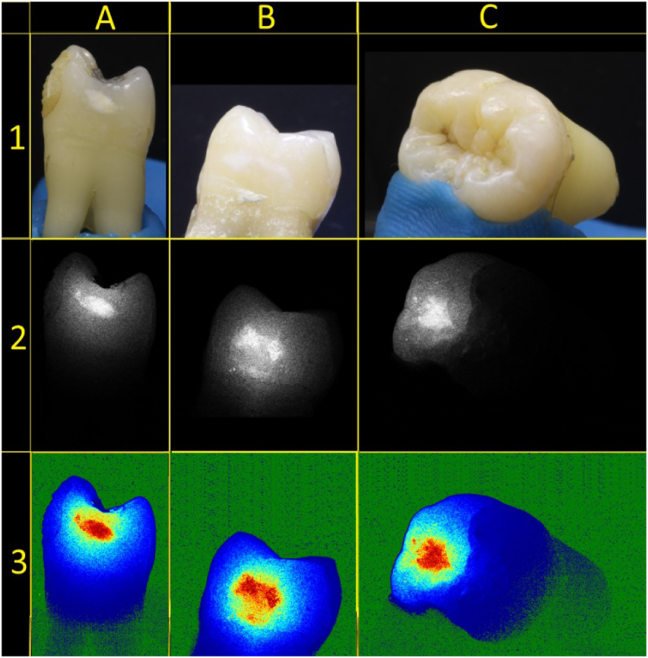
عينات الأسنان التي تم تصويرها باستخدام مصدر ضوء مستمر غير متماسك (الصف 1)، LSI (الصف 2) وتصور الألوان الزائفة لـ LSI (الصف 3).

يشتمل التشخيص التفريقي لمرض تسوس الأسنان على الإصابة بالفلور السني وعيوب النمو في السن بما في ذلك نقص تمعدن الأسنان ونقص تنسج السن
تتميز الآفة الحادة المبكرة بنزع المعادن من سطح السن، وتغيير الخصائص البصرية للسن. قد توفر التكنولوجيا التي تستخدم تقنيات صور بقع الليزر (LSI) أداة مساعدة للتشخيص للكشف عن الآفات المبكرة.

### التصنيف
يمكن تصنيف التسوس حسب الموقع، المسببات، معدل التقدم، والأنسجة الصلبة المتأثرة. يمكن استخدام أشكال التصنيف هذه لتمييز حالة معينة من تسوس الأسنان من أجل تمثيل الحالة بشكل أكثر دقة للآخرين وكذلك الإشارة إلى شدة تدمير الأسنان. في بعض الحالات، يتم وصف التسوس بطرق أخرى قد تشير إلى السبب. تصنيف GV Black هو كما يلي:
- الفئة الأولى - الأسطح الإطباقية للأسنان الخلفية أو الحفر الشائكة أو اللغوية على الأضراس، الحفرة اللغوية بالقرب من الحويصلة القواطع الفكية
- الفئة الثانية - الأسطح القريبة للأسنان الخلفية
- الفئة الثالثة - الأسطح البينية للأسنان الأمامية دون تورط حافة الحواف
- الفئة الرابعة - الأسطح البينية للأسنان الأمامية مع تورط حافة الحواف
- الفئة الخامسة - الثلث العنقي لسطح الوجه أو اللسان
- الفئة السادسة - حافة المنحدر أو الإطباق يتم إزالتها بسبب الاستنزاف

### تسوس الطفولة المبكرة

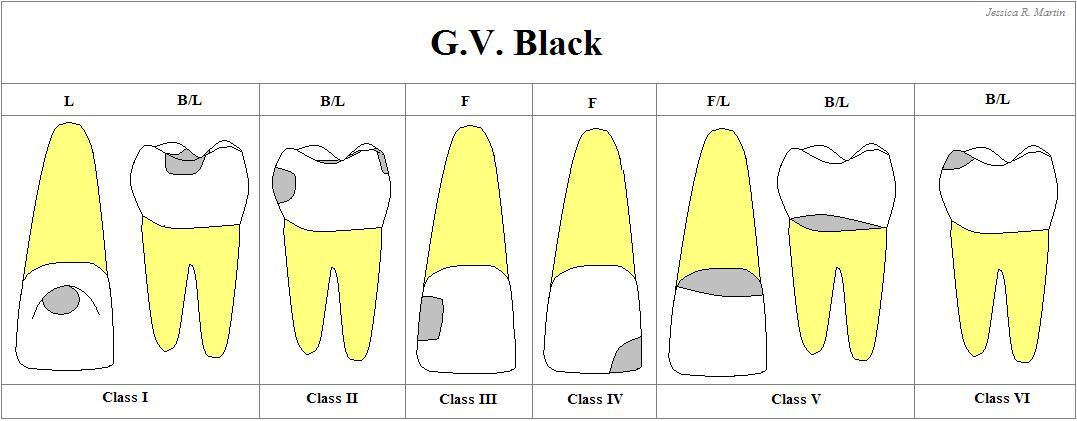
GV الأسود تصنيف الترميم

تسوس الطفولة المبكرة (ECC)، والمعروفة أيضًا باسم «تسوس الزجاجة الرضيعة» أو «تسوس أسناني رضاعة الأطفال» أو «تعفن الزجاجة»، هو نمط من التحلل الموجود لدى الأطفال الصغار مع أسنانهم (الرضيع) المتساقطة. يجب أن يشمل ذلك وجود آفة واحدة على الأقل على الأسنان الأولية لدى طفل يقل عمره عن 6 سنوات. الأسنان المتأثرة على الأرجح هي الأسنان الأمامية الفكية، ولكن يمكن أن تتأثر جميع الأسنان. يأتي اسم هذا النوع من التسوس من حقيقة أن التسوس عادة ما يكون نتيجة السماح للأطفال بالنوم مع السوائل المحلاة في زجاجاتهم أو إطعام الأطفال المحلاة السوائل عدة مرات خلال اليوم.
هناك نمط آخر من التدهور هو «تسوس الأسنان»، مما يعني حدوث تسوس متقدم أو شديد على أسطح متعددة للعديد من الأسنان. قد تظهر تسوس متفشي لدى الأفراد المصابين باضطراب جفاف الفم وسوء النظافة الفموية وتعاطي المنشطات (بسبب جفاف الفم الناتج عن المخدرات) و / أو تناول كميات كبيرة من السكر. إذا كانت التسوس المتفشية نتيجة للإشعاع السابق في الرأس والعنق، فقد يتم وصفها بأنها تسوس ناتجة عن الإشعاع. يمكن أن تحدث المشكلات أيضًا بسبب التدمير الذاتي للجذور وانبعاث الأسنان بالكامل عندما تندلع أسنان جديدة أو لاحقًا من أسباب غير معروفة.
الأطفال الذين تتراوح أعمارهم بين 6 أشهر و 12 شهرًا معرضون بشكل متزايد لخطر الإصابة بتسوس الأسنان. بالنسبة للأطفال الآخرين الذين تتراوح أعمارهم بين 12 و 18 شهرًا، تظهر تسوس الأسنان على الأسنان الأولية وحوالي مرتين سنويًا بالنسبة للأسنان الدائمة.
ذكرت مجموعة من الدراسات أن هناك علاقة بين تسوس الأسنان الأولية وتسوس الأسنان الدائمة.

### معدل التقدم

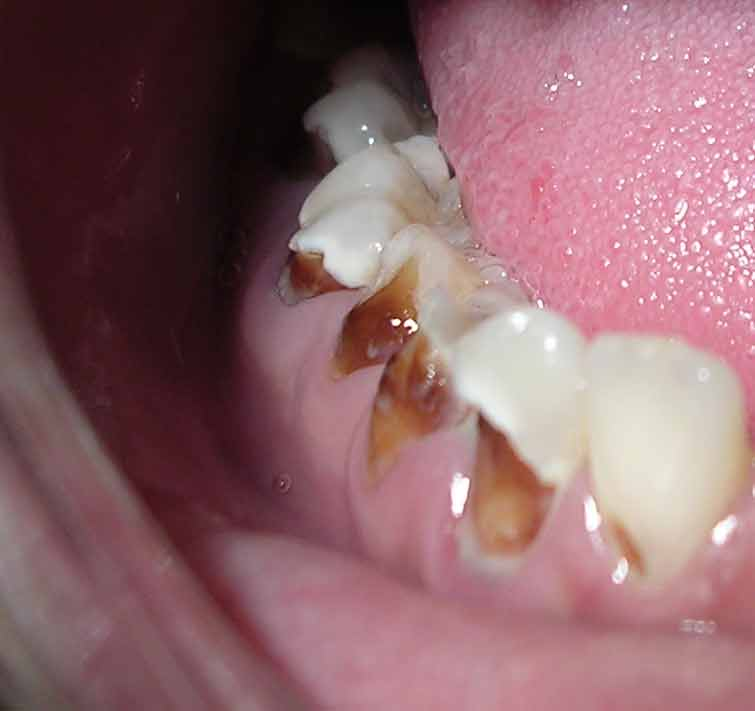
تسوس منتشر بسبب تعاطي الميتامفيتامين.

يمكن تطبيق الأوصاف الزمنية للتسوس للإشارة إلى معدل التقدم والتاريخ السابق. يشير مصطلح «حاد» إلى حالة تتطور بسرعة، في حين أن «المزمنة» تصف حالة استغرقت وقتًا طويلاً لتتطور فيها، حيث تتسبب آلاف الوجبات والوجبات الخفيفة، التي تسبب الكثير منها في بعض عمليات إزالة المعادن الحمضية غير المعدنية، في النهاية في تسوس الأسنان.
التسوس المتكرر، الموصوف أيضًا على أنه ثانوي، هو تسوس يظهر في مكان له سجل سابق من التسوس. يوجد هذا كثيرًا على هوامش الحشوات وترميم الأسنان الأخرى. من ناحية أخرى، تصف التسوسات الأولية حدوث تسوس في مكان لم يشهد تسوسًا سابقًا. تصف التسوس التي تم القبض عليها وجود آفة على السن تم إزالة المعادن منها سابقًا ولكن تم إعادة تمعدنها قبل أن تسبب تجويفًا. يمكن أن يساعد علاج الفلوريد في إعادة مينا الأسنان وكذلك استخدام فوسفات الكالسيوم غير المتبلور.

### تتأثر الأنسجة الصلبة
اعتمادًا على الأنسجة الصلبة المتأثرة، من الممكن وصف التسوس على أنه يشمل المينا أو العاج أو الأسمنت. في وقت مبكر من تطورها، قد يؤثر تسوس الأسنان على المينا فقط. بمجرد أن يصل مدى الانحلال إلى الطبقة الأعمق من العاج، يتم استخدام مصطلح «تسوس الأسنان». نظرًا لأن الأسمنت هو النسيج الصلب الذي يغطي جذور الأسنان، فإنه لا يتأثر غالبًا بالتسوس ما لم تتعرض جذور الأسنان للفم. على الرغم من أن مصطلح «تسوس الأسمنت» يمكن أن يستخدم لوصف تسوس جذور الأسنان، إلا أنه نادراً ما يؤثر تسوس الأسنان على الاسمنت وحده. الجذور لها طبقة رقيقة جدًا من الأسمنت فوق طبقة كبيرة من العاج، وبالتالي فإن معظم أنواع التسوس التي تؤثر على الأسمنت تؤثر أيضًا على العاج. [بحاجة لمصدر]

## الوقاية

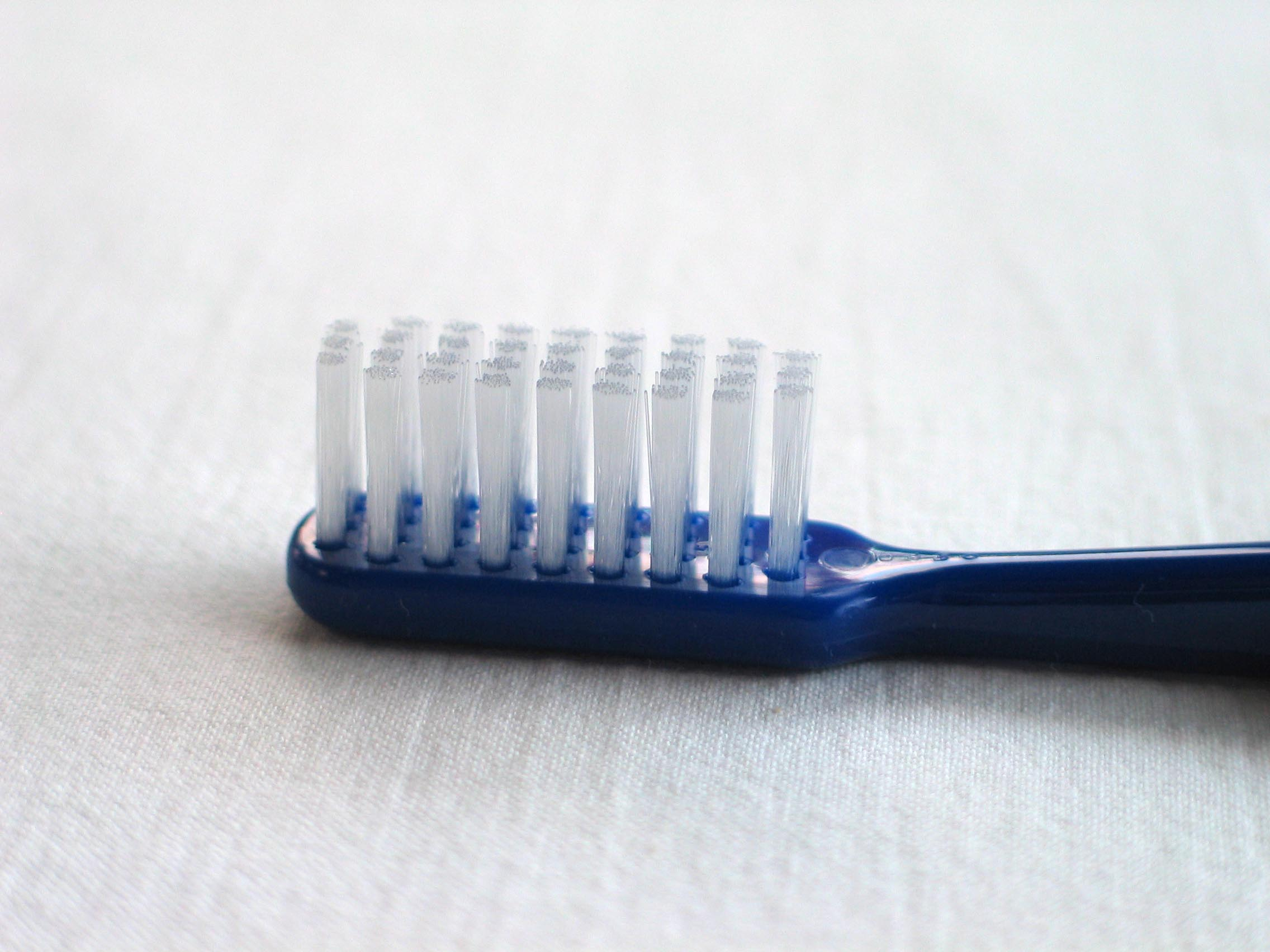
تستخدم فرشاة الأسنان عادة لتنظيف الأسنان.

### نظافة الفم
في العالم الغربي، يتمثل النهج الأساسي لرعاية صحة الأسنان في تفريش الأسنان والخيط. الغرض من النظافة الفموية هو إزالة ومنع تكوين البلاك أو السيلان الحيوي، على الرغم من أن الدراسات أظهرت أن هذا التأثير على التسوس محدود. على الرغم من عدم وجود دليل على أن الخيط يمنع تسوس الأسنان، لا تزال هذه الممارسة موصى بها بشكل عام.
يمكن استخدام فرشاة الأسنان لإزالة البلاك على الأسطح التي يمكن الوصول إليها، ولكن ليس بين الأسنان أو داخل الحفر والشقوق الموجودة على أسطح المضغ. عند استخدامها بشكل صحيح، يزيل خيط تنظيف الأسنان البلاك من المناطق التي يمكن أن تتطور بخلاف ذلك من تسوس الداني ولكن فقط إذا لم يتم اختراق عمق التلم. تشمل المساعدات الإضافية فرشًا بين الأسنان وأقطار مائية وغسولات الفم. قد يقلل استخدام فرش الأسنان الكهربائية الدوارة من خطر الإصابة بالتهاب اللثة والتهاب اللثة، رغم أنه من غير الواضح ما إذا كانت ذات أهمية سريرية أم لا.
ومع ذلك، فإن صحة الفم فعالة في الوقاية من أمراض اللثة (التهاب اللثة / أمراض اللثة). يتم فرض الطعام داخل الحفر والشقوق تحت ضغط المضغ، مما يؤدي إلى إزالة المعادن بحمض الكربوهيدرات حيث لا يمكن للفرشاة ومعجون الأسنان بالفلورايد واللعاب الوصول لإزالة المواد الغذائية المحاصرة أو تحييد الحمض أو مينا الأسنان المعدنية. (تمثل حالات تسوس الإطباق من 80 إلى 90% من تسوس الأطفال) (Weintraub، 2001). بخلاف التنظيف بالفرشاة، يؤدي الفلورايد إلى انخفاض مؤكد في حدوث تسوس بنسبة 25% تقريبًا ؛ تركيزات أعلى من الفلوريد (> 1000 جزء في المليون) في معجون الأسنان تساعد أيضًا على منع تسوس الأسنان، مع زيادة التأثير مع تركيز يصل إلى الهضبة. أثبتت تجربة سريرية عشوائية أن معاجين الأسنان التي تحتوي على أرجينين تتمتع بحماية أكبر ضد تجويف الأسنان من معاجين الأسنان العادية التي تحتوي على الفلورايد والتي تحتوي على 1450 جزءًا في المليون فقط. أكدت مراجعة كوكرين أن استخدام المواد الهلامية التي تحتوي على الفلورايد، والتي يطبقها عادة أخصائي طب الأسنان من مرة إلى عدة مرات في السنة، تساعد في الوقاية من تسوس الأسنان لدى الأطفال والمراهقين، مما يؤكد أهمية الفلورايد كوسيلة أساسية للوقاية من التسوس. خلص استعراض آخر إلى أن الاستخدام المنتظم الخاضع للإشراف لغسول الفم بالفلورايد قلل إلى حد كبير من ظهور تسوس الأسنان الدائمة للأطفال.
يُزعم أن مضغ الألياف مثل الكرفس بعد تناول اللعاب يجبر الطعام المحبوس لتخفيف أي كربوهيدرات مثل السكر وتحييد الحمض وإعادة تحضير الأسنان المعدنية. الأسنان الأكثر عرضة للإصابة بالآفات الحادة هي الأضراس الدائمة الأولى والثانية بسبب طول الفترة الزمنية في تجويف الفم ووجود تشريح سطحي معقد.
تتكون الرعاية الصحية المهنية من فحوصات الأسنان المنتظمة والوقاية المهنية (التنظيف). في بعض الأحيان، تكون عملية إزالة البلاك كاملة أمرًا صعبًا، وقد تكون هناك حاجة إلى طبيب أسنان أو أخصائي صحة أسنان. جنبا إلى جنب مع نظافة الفم، يمكن أخذ صور الأشعة في زيارات الأسنان للكشف عن تطور تسوس الأسنان المحتمل في المناطق شديدة الخطورة في الفم (على سبيل المثال الأشعة السينية «bit Bit» التي تصور تيجان أسنان الظهر)
توجد أيضًا طرق بديلة للنظافة الفموية في جميع أنحاء العالم، مثل استخدام أغصان تنظيف الأسنان مثل السواك في بعض الثقافات الشرق أوسطية والإفريقية. هناك بعض الأدلة المحدودة التي تثبت فعالية هذه الطرق البديلة للنظافة الفموية.

### تعديل النظام الغذائي

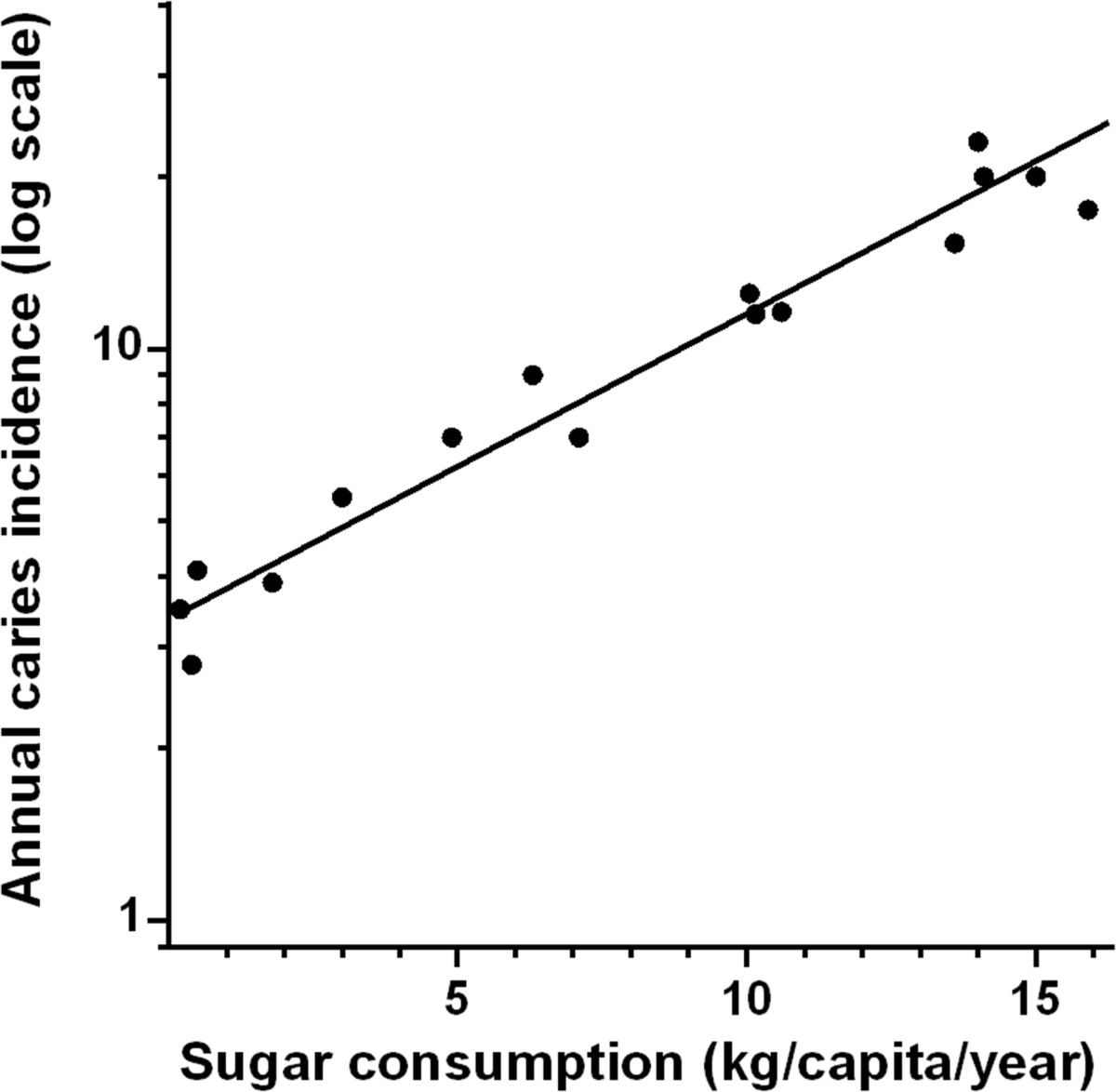
يزداد معدل حدوث تسوس سنوي بشكل كبير مع الاستهلاك السنوي للفرد من السكر. البيانات المستندة إلى 10553 من الأطفال اليابانيين الذين تتم مراقبة أسنانهم المولية السفلى الأولى سنويًا من سن 6 إلى 11 عامًا. تسوس مرسومة على نطاق لوغاريتمي، لذلك الخط مستقيم.

الأشخاص الذين يتناولون المزيد من السكريات المجانية يحصلون على المزيد من التجاويف، مع زيادة التجاويف بشكل كبير مع زيادة تناول السكر. السكان الذين يتناولون كميات أقل من السكر لديهم تجاويف أقل. في واحدة من السكان، في نيجيريا، حيث كان استهلاك السكر حوالي 2 جرام / يوم، كان فقط 2 في المئة من السكان، من أي عمر، قد تجويف.
في وجود السكر والكربوهيدرات الأخرى، تنتج البكتيريا الموجودة في الفم الأحماض التي يمكن أن تنزع المينا، العاج، والأسمنت. كلما تعرّضت الأسنان لهذه البيئة بشكل متكرر، زاد احتمال حدوث تسوس الأسنان.   لذلك، يوصى بتقليل تناول الوجبات الخفيفة إلى الحد الأدنى، لأن تناول الوجبات الخفيفة يخلق إمدادًا مستمرًا من التغذية للبكتيريا التي تسبب الحمض في الفم.  
تميل الأطعمة الملصقة واللزجة (مثل الحلوى وملفات تعريف الارتباط ورقائق البطاطس والمفرقعات) إلى الالتزام بالأسنان لفترة أطول. ومع ذلك، فإن الفواكه المجففة مثل الزبيب والفواكه الطازجة مثل التفاح والموز تختفي من الفم بسرعة، ولا يبدو أنها عامل خطر. لا يجيد المستهلكون تخمين الأطعمة الموجودة في الفم.
بالنسبة للأطفال، توصي جمعية طب الأسنان الأمريكية والأكاديمية الأوروبية لطب أسنان الأطفال بالحد من وتيرة استهلاك المشروبات مع السكر وعدم إعطاء زجاجات الرضّع للأطفال الرضع أثناء النوم (انظر المناقشة السابقة). يوصى الآباء أيضًا بتجنب مشاركة الأواني والكؤوس مع أطفالهم لمنع نقل البكتيريا من فم الوالدين.
لقد وجد أن الحليب وأنواع معينة من الجبن مثل جبنة الشيدر يمكن أن تساعد في مكافحة تسوس الأسنان إذا تم تناولها بعد فترة وجيزة من تناول الأطعمة التي قد تضر الأسنان.
إكسيليتول هو سكر سكر طبيعي الحدوث يستخدم في منتجات مختلفة كبديل للسكروز (سكر طاولة). اعتبارًا من عام 2015، كانت الأدلة المتعلقة باستخدام الزيليتول في مضغ العلكة غير كافية لتحديد ما إذا كانت فعالة في الوقاية من تسوس الأسنان.

### تدابير أخرى

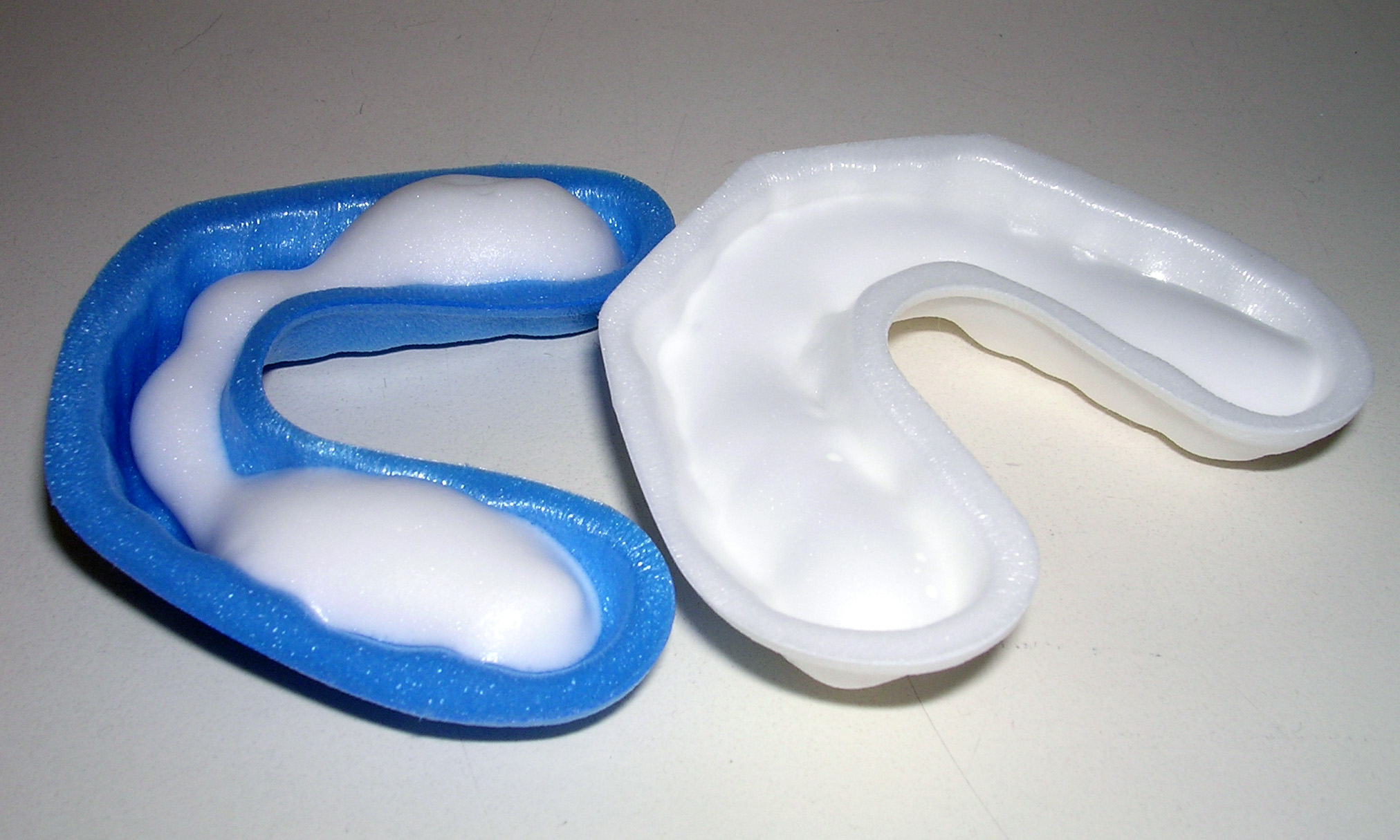
صواني طب الأسنان الشائعة تستخدم لتوصيل الفلوريد.

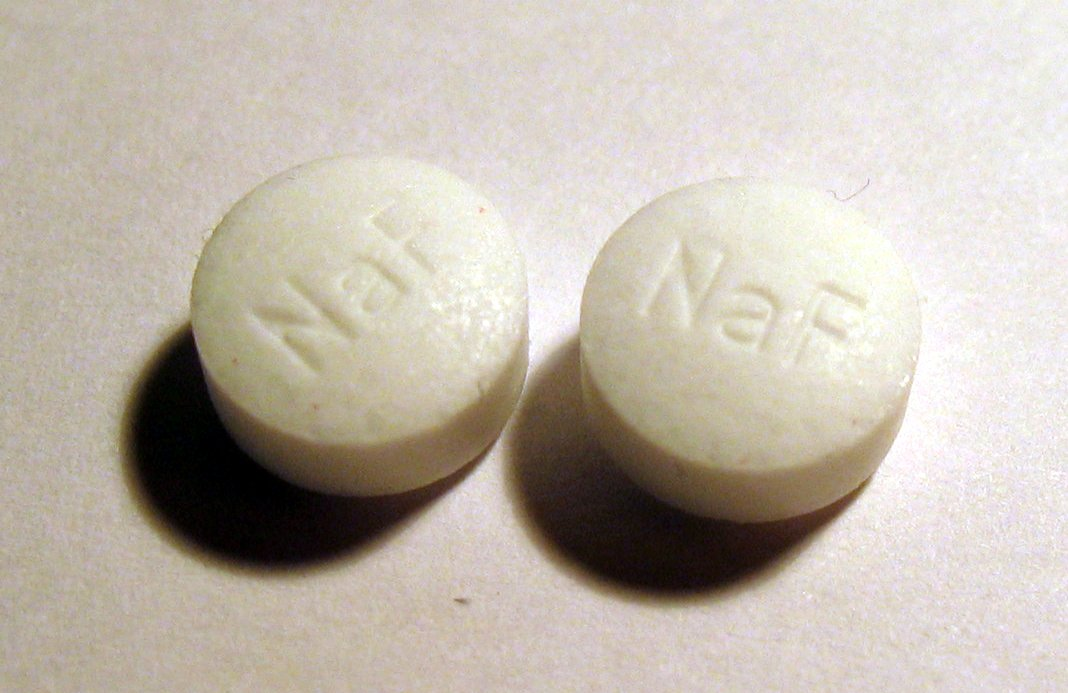
يباع الفلوريد في أقراص لمنع التجويف.

استخدام مانعات التسرب الأسنان هو وسيلة للوقاية. مادة مانعة للتسرب هي طبقة رقيقة تشبه البلاستيك تطبق على أسطح المضغ من الأضراس لمنع الطعام من الوقوع داخل الحفر والشقوق. هذا يحرم البكتيريا البلاك المقيم من الكربوهيدرات، ومنع تشكيل تسوس الحفرة والشق. عادة ما يتم تطبيق المواد المانعة للتسرب على أسنان الأطفال، بمجرد اندلاع الأسنان ولكن البالغين يتلقونها إذا لم يتم إجراءها من قبل. يمكن أن تتآكل المواد المانعة للتسرب وتفشل في منع الوصول إلى الغذاء والبكتيريا البلاكية داخل الحفر والشقوق وتحتاج إلى استبدالها لذلك يجب فحصها بانتظام من قبل أطباء الأسنان. لقد ثبت أن مانعات التسرب الأسنان أكثر فعالية في منع تسوس الإطباق عند مقارنتها بتطبيقات ورنيش الفلورايد.
غالبًا ما يوصى بالكالسيوم الموجود في الأطعمة مثل الحليب والخضروات الخضراء للحماية من تسوس الأسنان. يساعد الفلوريد على منع تسوس الأسنان عن طريق ربط بلورات هيدروكسيباتيت في المينا. العقدية الطافرة هي السبب الرئيسي لتسوس الأسنان. تعمل أيونات الفلوريد منخفضة التركيز كعامل علاجي مضاد للجراثيم وأيونات الفلوريد عالية التركيز هي مبيد للجراثيم. الفلور المدمج يجعل المينا أكثر مقاومة لإزالة المعادن، وبالتالي مقاومة للتآكل. يمكن العثور على الفلورايد بشكل موضعي أو شكل منهجي. ينصح بالفلورايد الموضعي بدرجة أكبر من المدخول الجهازي لحماية سطح الأسنان. يستخدم الفلورايد الموضعي في معجون الأسنان، غسول الفم، ورنيش الفلورايد. معجون الأسنان القياسي بالفلورايد (1000-1500 جزء في المليون) أكثر فعالية من معجون الأسنان منخفض الفلوريد (<600 جزء في المليون) لمنع تسوس الأسنان. بعد تنظيف الأسنان بالفرشاة ومعجون الأسنان بالفلورايد، يجب تجنب الشطف والبصق الزائد. يشمل العديد من أطباء الأسنان تطبيق محاليل الفلورايد الموضعية كجزء من الزيارات الروتينية والتوصية باستخدام منتجات فوسفات الكيلسيوم غير المتبلور وغير المتبلور. قد يعمل فلوريد ديامين الفضي بشكل أفضل من ورنيش الفلوريد لمنع تسوس الأسنان. تم العثور على الفلوريد الجهازي مثل أقراص وأقراص وقطرات وفلورة ماء. يتم تناولها عن طريق الفم لتوفير الفلوريد بشكل منهجي. لقد ثبت أن فلورة المياه مفيدة لمنع تسوس الأسنان، خاصة في المناطق الاقتصادية الاجتماعية المنخفضة، حيث لا تتوفر أشكال الفلورايد الأخرى. ومع ذلك، لم تجد مراجعة كوكرين المنهجية أي دليل يشير إلى أن تناول الفلورايد بانتظام في النساء الحوامل كان فعالا في منع تسوس الأسنان في ذريتهم.
قد يساعد تقييم صحة الفم الذي تم إجراؤه قبل بلوغ الطفل سن عام في إدارة التسوس. يجب أن يشمل تقييم صحة الفم فحص تاريخ الطفل، والفحص السريري، والتحقق من مخاطر التسوس في الطفل بما في ذلك حالة انسدادهم وتقييم مدى التجهيز الجيد للوالد أو مقدم الرعاية لمساعدة الطفل على منع التسوس. من أجل زيادة تعاون الطفل في إدارة التسوس، يجب استخدام التواصل الجيد من قبل طبيب الأسنان وبقية موظفي عيادة طب الأسنان. يمكن تحسين هذا الاتصال من خلال الاتصال بالطفل باسمه، وذلك باستخدام اتصال العين وإدراجه في أي محادثة حول علاجه.

## علاج أو معاملة
| لا آفة نخرية |              |                        | لا يوجد علاج         |
| آفة حادة     | آفة غير نشطة |                        | لا يوجد علاج         |
| آفة حادة     | آفة نشطة     | آفة غير محروسة         | العلاج غير الجراحي   |
| آفة حادة     | آفة نشطة     | آفة متعفنة             | العلاج الجراحي       |
| ملء الحالية  | لا خلل       |                        | لا بديل              |
| ملء الحالية  | ملء معيبة    | التخلي، المتراكمة      | لا بديل              |
| ملء الحالية  | ملء معيبة    | الكسر أو انحشار الغذاء | إصلاح أو استبدال ملء |
| ملء الحالية  | آفة غير نشطة |                        | لا يوجد علاج         |
| ملء الحالية  | آفة نشطة     | آفة غير محروسة         | العلاج غير الجراحي   |
| ملء الحالية  | آفة نشطة     | آفة متعفنة             | إصلاح أو استبدال ملء |

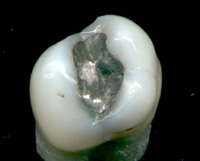
ملغم يستخدم كمواد ترميمية في السن

الأهم من ذلك، ما إذا كانت الآفة النخرية يتم تحريضها أو عدم تحريضها تملي الإدارة. التقييم السريري لمعرفة ما إذا كانت الآفة نشطة أم موقوفة مهم أيضاً. يمكن إلقاء القبض على الآفات غير المحظورة ويمكن أن تحدث إعادة التمعدن في ظل الظروف المناسبة. ومع ذلك، قد يتطلب هذا تغييرات واسعة النطاق في النظام الغذائي (انخفاض وتيرة السكريات المكررة)، وتحسين صحة الفم (تنظيف الأسنان مرتين في اليوم مع معجون الأسنان بالفلورايد والخيط اليومي)، والتطبيق المنتظم للفلورايد الموضعي. في الآونة الأخيرة، تم استخدام Immunoglobulin Y الخاص بـ Streptococcus mutans لقمع نمو S mutans. تدعى مثل هذه الإدارة للآفة الخبيثة «غير الجراحية» لأنه لا يتم إجراء الحفر على السن. تتطلب المعالجة غير الجراحية تفهمًا ودافعًا ممتازين من الفرد، وإلا سيستمر التسوس.
حالما تتعرض الآفة للتهوية، خاصةً إذا كان العاج متورطًا، يصبح التمعدن أكثر صعوبة ويشار عادة إلى استعادة الأسنان («العلاج الجراحي»). قبل التمكن من إجراء عملية استعادة، يجب إزالة جميع الانحلال وإلا فسوف يستمر التقدم تحت الحشوة. في بعض الأحيان يمكن ترك كمية صغيرة من التحلل إذا تم إدخالها وكان هناك ختم يعزل البكتيريا عن الركيزة. يمكن تشبيه ذلك بوضع وعاء زجاجي فوق شمعة، والتي تحترق بمجرد استخدام الأكسجين. تم تصميم تقنيات مثل إزالة التسوس التدريجي لتجنب تعرض لب الأسنان وتقليل إجمالي كمية مادة الأسنان التي تتطلب إزالتها قبل وضع الحشوة النهائية. غالبًا ما يجب أيضًا إزالة المينا التي تتخلل الأسنان العاجلة لأنها غير مدعومة وقابلة للكسر. يتم تلخيص عملية صنع القرار الحديثة فيما يتعلق بنشاط الآفة، وما إذا كان يتم تجويفها، في الجدول.
لا تتجدد بنية الأسنان المدمرة بالكامل، على الرغم من أن إعادة تمعدن الآفات الخطيرة الصغيرة جدًا قد تحدث إذا تم الحفاظ على صحة الأسنان في المستوى الأمثل. بالنسبة للآفات الصغيرة، يستخدم الفلوريد الموضعي أحيانًا لتشجيع التمعدن. بالنسبة للآفات الكبيرة، يمكن إيقاف تطور تسوس الأسنان عن طريق العلاج. الهدف من العلاج هو الحفاظ على هياكل الأسنان ومنع المزيد من تدمير السن. العلاج العدواني، عن طريق ملء، الآفات الحادة الأولى، والأماكن التي يوجد فيها أضرار سطحية للمينا، أمر مثير للجدل حيث قد يشفيون أنفسهم، بينما بمجرد الانتهاء من الحشو، يجب إعادة بنائه في النهاية ويكون الموقع بمثابة موقع ضعيف لمزيد من الاضمحلال.
بشكل عام، تكون المعالجة المبكرة أسرع وأقل تكلفة من علاج الاضمحلال الشامل. قد تكون هناك حاجة في بعض الحالات إلى التخدير الموضعي، أو أكسيد النيتروز («غاز الضحك»)، أو أدوية أخرى بوصفة طبية لتخفيف الألم أثناء أو بعد العلاج أو لتخفيف القلق أثناء العلاج. يتم استخدام قبضة الأسنان («الحفر») لإزالة أجزاء كبيرة من المواد المتحللة من الأسنان. يتم استخدام الملعقة، وهي أداة طب الأسنان تستخدم لإزالة التسوس بعناية، في بعض الأحيان عندما يصل التسوس في العاج بالقرب من اللب. يقوم بعض أطباء الأسنان بإزالة تسوس الأسنان باستخدام الليزر بدلاً من حفر الأسنان التقليدية. نظرت مراجعة كوكرين لهذه التقنية إلى Er: YAG (العقيق الإيتريوم المصنوع من الألومنيوم الإربيوم)، Er، Cr: YSGG (الإربيوم، الكروم: الإيتريوم، سكانديوم-الجاليوم-العقيق) و Nd: YAG اكتشف الليزر أنه على الرغم من أن الأشخاص الذين عولجوا بالليزر (مقارنة بـ «حفر» طب الأسنان التقليدي) عانوا من ألم أقل وكانوا بحاجة أقل للتخدير السني، إلا أنه كان هناك اختلاف بسيط في إزالة التسوس. بمجرد إزالة التسوس، فإن بنية الأسنان المفقودة تتطلب ترميم الأسنان من نوع ما لإعادة السن إلى وظائفه وحالته الجمالية.
وتشمل المواد التصالحية ملغم الأسنان والراتنج المركب والخزف والذهب. يمكن تصنيع الراتنج المركب والخزف لتتناسب مع لون أسنان المريض الطبيعية، وبالتالي يتم استخدامه بشكل متكرر أكثر عندما تكون الجماليات مصدر قلق. الترميمات المركبة ليست قوية مثل ملغم الأسنان والذهب. يعتبر بعض أطباء الأسنان أن هذا الأخير هو الترميم الوحيد المستحسن للمناطق الخلفية حيث تكون قوى المضغ كبيرة. عندما يكون التحلل واسعًا جدًا، فقد لا يكون هناك بنية كافية للأسنان للسماح بوضع مادة ترميمية داخل السن. وبالتالي، قد تكون هناك حاجة تاج. يبدو هذا الترميم مشابهاً للغطاء ويتم تركيبه على الجزء المتبقي من التاج الطبيعي للسن. غالبًا ما تكون التيجان مصنوعة من الذهب أو البورسلين أو البورسلين المصهر على المعدن.
للأطفال، التيجان المشكله متوفرة لوضعها على السن. وعادة ما تكون مصنوعة من المعدن (عادة الفولاذ المقاوم للصدأ ولكن على نحو متزايد هناك مواد جمالية). تقليديا يتم حلق الأسنان لإفساح المجال للتاج، ولكن في الآونة الأخيرة، تم استخدام التيجان الفولاذ المقاوم للصدأ لختم تسوس الأسنان ووقف تقدمه. هذا هو المعروف باسم قاعة تقنية ويعمل عن طريق حرمان البكتيريا في الاضمحلال من المواد الغذائية وجعل بيئتهم أقل ملاءمة لهم. إنها طريقة طفيفة التوغل في التحكم في تسوس الأطفال ولا تتطلب حقن مخدر موضعي في الفم.

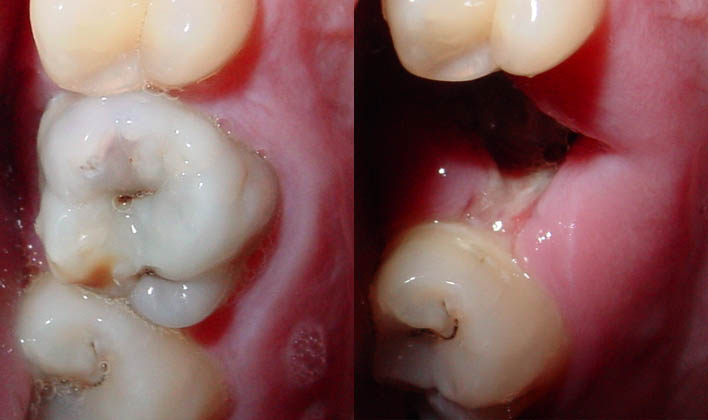
سن مع تسوس واسعة النطاق تتطلب في نهاية المطاف استخراج.

في بعض الحالات، قد يكون العلاج اللباني ضروريًا لاستعادة السن. يوصى بالعلاج اللباني، المعروف أيضًا باسم «قناة الجذر»، إذا مات اللب في السن من الإصابة بالبكتيريا المسببة للتسوس أو بسبب الصدمة. في علاج قناة الجذر، تتم إزالة لب السن، بما في ذلك الأنسجة العصبية والأوعية الدموية، إلى جانب الأجزاء المتحللة من السن. يتم تثبيت القنوات بملفات اللبية لتنظيفها وتشكيلها، ثم يتم ملؤها عادة بمواد تشبه المطاط تدعى gutta percha. تمتلئ السن ويمكن وضع التاج. عند الانتهاء من علاج قناة الجذر، تكون السن غير حيوية، لأنها خالية من أي نسيج حي.
يمكن أن يكون الاستخراج بمثابة علاج لتسوس الأسنان. يتم إجراء إزالة السن المتحللة إذا تم تدمير السن بعيدًا عن عملية التسوس لاستعادة السن بشكل فعال. يتم اعتبار عمليات الاستخراج في بعض الأحيان إذا كانت السن تفتقر إلى سن معارضة أو ربما تسبب المزيد من المشاكل في المستقبل، كما هو الحال بالنسبة لأسنان الحكمة. قد يتم أيضًا الاستخراج بواسطة أشخاص غير قادرين أو غير راغبين في الخضوع للنفقات أو الصعوبات في استعادة السن.

## علم الأوبئة
| no data <50 50-60 60-70 70-80 80-90 90-100 | 100-115 115-130 130-138 138-140 140–142 >142 |

سنة حياة معدلة حسب الإعاقة لتسوس الأسنان لكل 100,000 السكان في عام 2004.
no data
<50
50-60
60-70
70-80
80-90
90-100
100-115
115-130
130-138
138-140
140–142
>142

يعاني حوالي 3.6 مليار شخص في جميع أنحاء العالم من تسوس الأسنان في أسنانهم الدائمة. كما يؤثر هذا المرض على حوالي 620 مليون شخص، أي ما يعادل 9٪ من السكان في أسنان الأطفال. يعد تسوس الأسنان أكثر شيوعًا في دول أمريكا اللاتينية ودول الشرق الأوسط وجنوب آسيا، وأقل انتشارًا في الصين. في الولايات المتحدة، يعتبر تسوس الأسنان أكثر أمراض الطفولة المزمنة شيوعًا، حيث يصيب الأطفال بنسبة أعلى بخمس مرات على الأقل من الربو. كما يُعد السبب المرضي الأساسي لفقدان الأسنان عند الأطفال. يعاني ما بين 29٪ و 59٪ من البالغين فوق سن الخمسين من تسوس الأسنان.
يكلف علاج تسوس الأسنان ما بين 5٪ إلى 10٪ من ميزانيات الرعاية الصحية في البلدان الصناعية، ويمكن أن يتجاوز هذه النسبة بسهولة في البلدان ذات الدخل المنخفض.
شهد عدد حالات تسوس الأسنان انخفاضًا في بعض البلدان المتقدمة، ويُعزى هذا الانخفاض عادة إلى ممارسات نظافة الفم الأفضل بشكل متزايد والتدابير الوقائية مثل العلاج بالفلورايد. ومع ذلك، لا تزال البلدان التي شهدت انخفاضًا عامًا في حالات تسوس الأسنان تعاني من تفاوت في توزيع المرض. ففي الولايات المتحدة وأوروبا، يعاني عشرون بالمائة من الأطفال من 60-80 بالمائة من حالات تسوس الأسنان. كما يظهر توزيع غير متساوٍ للمرض في جميع أنحاء العالم، حيث لا يعاني بعض الأطفال من أي تسوس أو يعانون من عدد قليل جدًا منه، بينما يعاني آخرون من عدد كبير من التسوس. تُظهر أستراليا ونيبال والسويد، حيث يتلقى الأطفال رعاية أسنان مدفوعة من الحكومة، معدلًا منخفضًا لحالات تسوس الأسنان بين الأطفال، في حين أن الحالات أكثر عددًا في كوستاريكا وسلوفاكيا.
يعد مؤشر DMF الكلاسيكي (التسوس / المفقود / المحشو) أحد أكثر الطرق شيوعًا لتقييم انتشار التسوس بالإضافة إلى احتياجات علاج الأسنان بين السكان. يعتمد هذا المؤشر على الفحص السريري الميداني للأفراد باستخدام مسبار ومرآة ولفائف قطنية. وبما أن مؤشر DMF يُجرى دون استخدام التصوير بالأشعة السينية، فإنه يقلل من تقدير انتشار التسوس الحقيقي واحتياجات العلاج.
عزلت البكتيريا المرتبطة عادة بتسوس الأسنان من عينات مهبلية لنساء مصابات بالتهاب المهبل الجرثومي.

## تاريخ
تسوس الأسنان له تاريخ طويل يمتد لآلاف السنين. فمنذ أكثر من مليون عام أصيب أشباه البشر مثل "البارانثروبوس" بتسوس الأسنان. وقد ارتبطت الزيادات الكبيرة في انتشار تسوس الأسنان بتغيرات في النظام الغذائي. تشير الأدلة الأثرية إلى أن تسوس الأسنان هو مرض قديم يعود إلى ما قبل التاريخ، حيث أظهرت الجماجم التي تعود إلى مليون عام وحتى العصر الحجري الحديث علامات على تسوس الأسنان، بما في ذلك تلك التي تعود إلى العصر الحجري القديم والعصر الحجري الوسيط. قد يُعزى الارتفاع في تسوس الأسنان خلال العصر الحجري الحديث إلى زيادة استهلاك الأطعمة النباتية التي تحتوي على الكربوهيدرات. كما يُعتقد أن ظهور زراعة الأرز في جنوب آسيا تسببت في زيادة تسوس الأسنان خاصة بين النساء، رغم أن هناك بعض الأدلة من مواقع في تايلاند مثل "خوك فانوم دي"، تشير إلى انخفاض النسبة الإجمالية لتسوس الأسنان مع زيادة الاعتماد على زراعة الأرز.

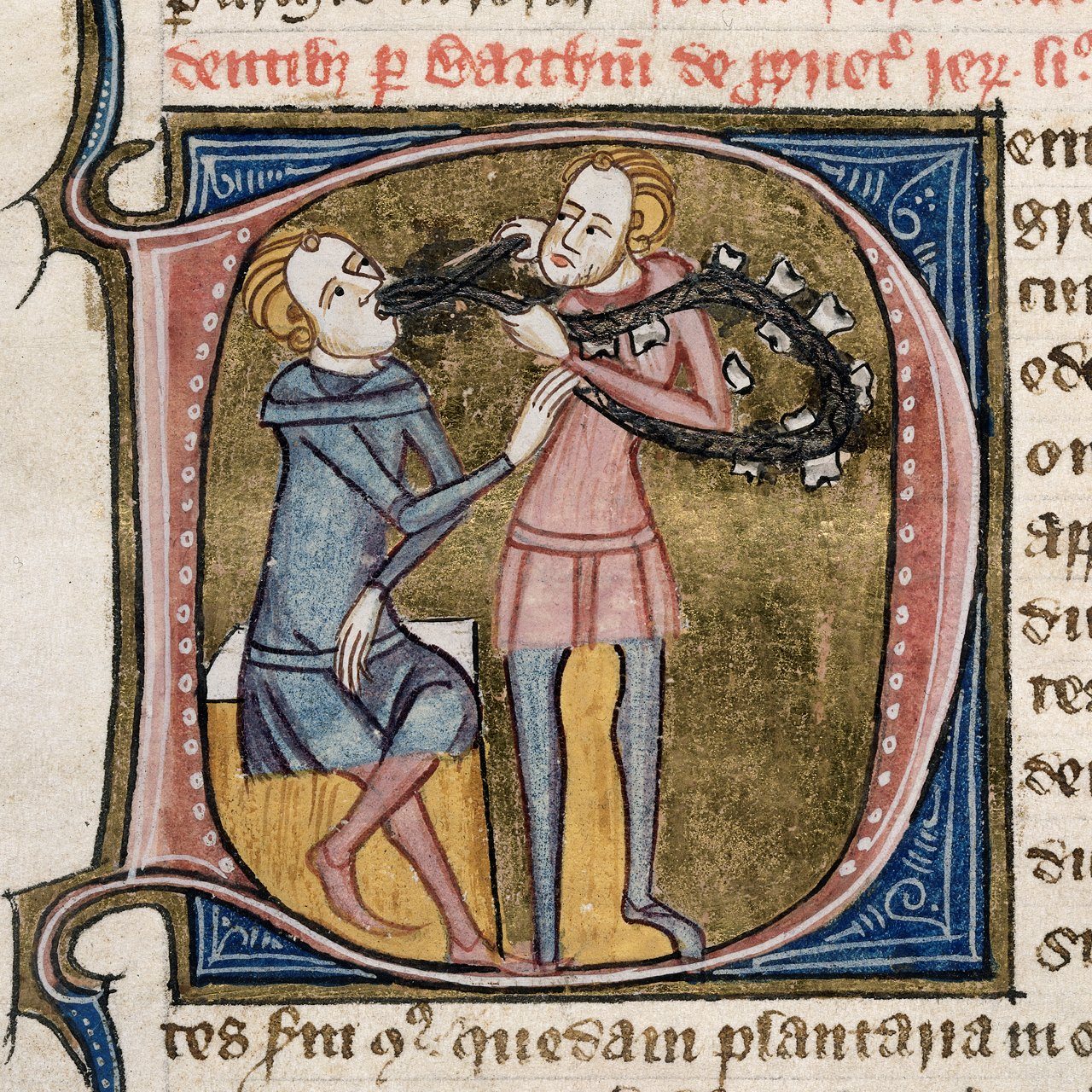
صورة من موسوعة Omne Bonum (القرن الرابع عشر) تصور طبيب أسنان يستخرج سنًا.

يصف نص سومري يعود تاريخه إلى 5000 قبل الميلاد "دودة الأسنان" كسبب للتسوس. كما عثر على دليل على هذا الاعتقاد في الهند ومصر واليابان والصين. تُظهر الجماجم القديمة المكتشفة دليلاً على العمل البدائي للأسنان. في باكستان، تُظهر الأسنان التي تعود إلى حوالي 5500 قبل الميلاد حتى 7000 قبل الميلاد ثقوبًا شبه مثالية ناتجة عن مثاقب الأسنان البدائية. كما يُذكر بردية "إيبرس"، وهو نص مصري يعود إلى عام 1550 قبل الميلاد، أمراض الأسنان. خلال سلالة "سرجونيد" في آشور بين 668 و626 قبل الميلاد، حددت كتابات طبيب الملك الحاجة إلى خلع السن بسبب انتشار الالتهاب. في الإمبراطورية الرومانية، أدى الاستهلاك الأوسع للأطعمة المطبوخة إلى زيادة طفيفة في انتشار التسوس. كان لدى الحضارة اليونانية الرومانية، بالإضافة إلى الحضارة المصرية، علاجات للألم الناتج عن التسوس.
ظل معدل تسوس الأسنان منخفضًا خلال العصر البرونزي والعصر الحديدي، لكنه زاد بشكل حاد خلال العصور الوسطى. كانت الزيادات الدورية في انتشار تسوس الأسنان صغيرة مقارنة بالزيادة الكبيرة التي حدثت عام 1000 بعد الميلاد، عندما أصبح قصب السكر أكثر سهولة في الوصول إليه في العالم الغربي. كان العلاج في ذلك الوقت يعتمد بشكل أساسي على العلاجات العشبية والتعويذات، وفي بعض الأحيان يشمل أيضًا إراقة الدماء. قدم الجراحون الحلاقون في ذلك الوقت خدمات شملت خلع الأسنان، حيث تعلم هؤلاء مقدمو الرعاية الصحية تدريبهم من خلال التدريب المهني، ونجحوا في إنهاء آلام الأسنان ومنع انتشار العدوى في كثير من الحالات. كانت الصلوات للقديسة "أبولونيا" بين الروم الكاثوليك شفيعة طب الأسنان تهدف إلى علاج الألم الناتج عن عدوى الأسنان.
هناك أيضًا دليل على زيادة تسوس الأسنان عندما تحول السكان الأصليون في أمريكا الشمالية من نظام غذائي يعتمد على الصيد والجمع إلى نظام غذائي يحتوي على الذرة. كما زادت معدلات تسوس الأسنان بعد الاتصال بالأوروبيين المستعمرين، مما أدى إلى الاعتماد بشكل أكبر على الذرة.
خلال عصر التنوير الأوروبي، لم يعد الاعتقاد بأن "دودة الأسنان" هي سبب تسوس الأسنان مقبولاً في المجتمع الطبي الأوروبي. كان بيير فوشارد المعروف بـ أبو طب الأسنان الحديث من أوائل من رفضوا فكرة أن الديدان تسبب تسوس الأسنان، وأشار إلى أن السكر ضار بالأسنان واللثة. في عام 1850، حدثت زيادة حادة أخرى في انتشار تسوس الأسنان ويُعتقد أنها نتيجة لتغييرات واسعة النطاق في النظام الغذائي. قبل هذا الوقت، كان تسوس العنق هو النوع الأكثر شيوعًا من تسوس الأسنان، ولكن زيادة توافر قصب السكر والدقيق المكرر والخبز والشاي المحلى تزامنت مع زيادة عدد تسوس الحفر والشقوق.
في تسعينيات القرن التاسع عشر، أجرى ويلوبي ميلر سلسلة من الدراسات التي دفعته إلى اقتراح تفسير لتسوس الأسنان كان له تأثير كبير على النظريات الحالية. وجد أن البكتيريا تسكن الفم وتنتج أحماضًا تذيب هياكل الأسنان عندما تكون في وجود الكربوهيدرات القابلة للتخمر. يُعرف هذا التفسير بنظرية تسوس الأسنان الطفيلية الكيميائية. كانت مساهمة ميلر جنبًا إلى جنب مع البحث الذي أجراه جرين فرديمان بلاك وجون ويليامز على البلاك، بمثابة الأساس للتفسير الحالي لعلم أسباب تسوس الأسنان. تم التعرف على العديد من السلالات المحددة من العصيات اللبنية في عام 1921 بواسطة فرناندو إي. رودريغيز فارغاس.
في عام 1924 في لندن، وصف "كيليان كلارك" بكتيريا كروية في سلاسل معزولة عن آفات تسوس الأسنان والتي أطلق عليها اسم "Streptococcus mutans". على الرغم من أن "كلارك" اقترح أن هذا الكائن الحي هو سبب تسوس الأسنان، إلا أن الاكتشاف لم يتم متابعته. لاحقًا، في عام 1954 في الولايات المتحدة، أظهر "فرانك أورلاند" أثناء عمله مع الهامستر أن تسوس الأسنان يمكن أن ينتقل ويحدث بسبب العقدية المنتجة للأحماض، وبالتالي أنهى المناقشة حول ما إذا كان تسوس الأسنان ناتجًا عن البكتيريا. لم يكن من المقبول عمومًا حتى أواخر الستينيات أن العقدية المعزولة من تسوس الهامستر هي نفسها العقدية الطافرة.
كان تسوس الأسنان موجودًا طوال تاريخ البشرية، من أشباه البشر الأوائل منذ ملايين السنين حتى البشر المعاصرين. زاد انتشار التسوس بشكل كبير في القرن التاسع عشر، حيث جعلت الثورة الصناعية من الممكن أن يكون تسوس الأسنان ناتجًا عن البكتيريا. كانت هناك سلع مثل السكر المكرر والدقيق متاحة بسهولة، ثم أصبح النظام الغذائي لـ "الطبقة العاملة الإنجليزية الصناعية الحديثة" يعتمد على الخبز والمربى والشاي المحلى، مما أدى إلى زيادة كبيرة في استهلاك السكر وتسوس الأسنان.
الحرب العالمية الثانية
لوحظ أثناء الحرب العالمية الثانية أن نسبة تسوس الأسنان قد انخفضت بشكل كبير، وربما كان ذلك بسبب نقص الأطعمة الغنية بالسكريات. تؤكد تحليلات تلك الفترة أن هناك علاقة وثيقة بين توافر السكر وانتشار وشدة تسوس الأسنان. لوحظ ذلك في النرويج واليابان والمملكة المتحدة وأوروبا بشكل عام أثناء وبعد الحرب العالمية الثانية، كما لوحظ حديثًا في العراق إثر الحصار الدولي الذي فُرض عليها.
تجدر الإشارة إلى أن البيانات الوطنية الأكثر اكتمالاً جاءت من اليابان، حيث شهدت مستويات نصيب الفرد من السكر تغيرًا ملحوظًا قبل وأثناء وبعد الحرب العالمية الثانية. فقد انتقلت من 15 كغ في السنة إلى 0.2 كغ ثم عادت إلى 15 كغ في السنة، وذلك على مدى فترة 11 سنة. هذا التغيير ساعد في تحليل أثر السكر على تسوس الأسنان. أظهرت الدراسات وجود علاقة واضحة بين متوسط استهلاك السكر وتسوس الأسنان الذي يؤدي إلى التجويف.

## المجتمع والثقافة
تشير التقديرات إلى أن تسوس الأسنان غير المعالج يؤدي إلى خسائر إنتاجية في جميع أنحاء العالم بحجم 27 مليار دولار أمريكي سنويًا.

## أخرى
تسوس الأسنان نادر الحدوث بين الحيوانات الأليفة.